# Liste des monuments historiques de Berchem
Cette page regroupe l'ensemble des monuments classés du district de Berchem dans la ville d'Anvers.
| Objet                                                                                        | Statut du classement? | Année de construction/architecte | Section communale | Adresse                                | Coordonnées                      | Numéro d'inventaire | Illustration                                                                                     |
| -------------------------------------------------------------------------------------------- | --------------------- | -------------------------------- | ----------------- | -------------------------------------- | -------------------------------- | ------------------- | ------------------------------------------------------------------------------------------------ |
| (nl) Eengezinswoning                                                                         |                       |                                  | Berchem           | Anjelierstraat 15                      | 51° 11′ 44″ nord, 4° 25′ 31″ est | 10881               | Téléverser                                                                                       |
| (nl) Feestzaal                                                                               |                       |                                  | Berchem           | Apollostraat 150                       | 51° 11′ 47″ nord, 4° 26′ 49″ est | 10882               | Téléverser                                                                                       |
| (nl) Kleuterschool                                                                           |                       |                                  | Berchem           | Arthur Sterckstraat 59                 | 51° 11′ 50″ nord, 4° 25′ 46″ est | 10884               | Téléverser                                                                                       |
| (nl) Enkelhuis                                                                               |                       |                                  | Berchem           | Arthur Sterckstraat 10                 | 51° 11′ 55″ nord, 4° 25′ 44″ est | 10885               | Téléverser                                                                                       |
| (nl) Stedelijk Instituut voor Lager Onderwijs                                                |                       |                                  | Berchem           | Batkinstraat 23                        | 51° 11′ 59″ nord, 4° 25′ 40″ est | 10886               | Téléverser                                                                                       |
| (nl) Stedelijk Instituut voor Lager Onderwijs                                                |                       |                                  | Berchem           | Batkinstraat 25                        | 51° 11′ 59″ nord, 4° 25′ 40″ est | 10886               | Téléverser                                                                                       |
| (nl) Eclectische enkelhuizen                                                                 |                       |                                  | Berchem           | Belpairestraat 59                      | 51° 11′ 55″ nord, 4° 25′ 08″ est | 10887               | Téléverser                                                                                       |
| (nl) Eclectische enkelhuizen                                                                 |                       |                                  | Berchem           | Belpairestraat 61                      | 51° 11′ 55″ nord, 4° 25′ 08″ est | 10887               | Téléverser                                                                                       |
| (nl) "'T Fraulahofje", woonstalhuis met koetshuis                                            |                       |                                  | Berchem           | Berchemboslaan 9                       | 51° 11′ 01″ nord, 4° 26′ 10″ est | 10888               | Téléverser                                                                                       |
| (nl) Parochiekerk De Verrezen Heer                                                           |                       |                                  | Berchem           | Berchemstadionstraat 8                 | 51° 11′ 18″ nord, 4° 26′ 07″ est | 10889               | Téléverser                                                                                       |
| (nl) Stedelijke Basisschool                                                                  |                       |                                  | Berchem           | Bikschotelaan 154                      | 51° 11′ 41″ nord, 4° 26′ 52″ est | 10890               | Téléverser                                                                                       |
| (nl) Stedelijke Basisschool                                                                  |                       |                                  | Berchem           | Bikschotelaan 156                      | 51° 11′ 41″ nord, 4° 26′ 52″ est | 10890               | Téléverser                                                                                       |
| (nl) Eenheidsbebouwing van drie woon- en winkelhuizen                                        |                       |                                  | Berchem           | Callensstraat 1                        | 51° 11′ 58″ nord, 4° 25′ 48″ est | 10891               | Téléverser                                                                                       |
| (nl) Eenheidsbebouwing van drie woon- en winkelhuizen                                        |                       |                                  | Berchem           | Callensstraat 3                        | 51° 11′ 58″ nord, 4° 25′ 48″ est | 10891               | Téléverser                                                                                       |
| (nl) Eenheidsbebouwing van drie woon- en winkelhuizen                                        |                       |                                  | Berchem           | Statiestraat 165                       |                                  | 10891               | Téléverser                                                                                       |
| (nl) Enkelhuis                                                                               |                       |                                  | Berchem           | Callensstraat 23                       | 51° 11′ 56″ nord, 4° 25′ 47″ est | 10892               | Téléverser                                                                                       |
| (nl) Enkelhuis                                                                               |                       |                                  | Berchem           | Callensstraat 35                       | 51° 11′ 55″ nord, 4° 25′ 47″ est | 10893               | Téléverser                                                                                       |
| (nl) Rijhuizen in eenheidsbebouwing                                                          |                       |                                  | Berchem           | Callensstraat 2                        | 51° 11′ 58″ nord, 4° 25′ 49″ est | 10894               | Téléverser                                                                                       |
| (nl) Rijhuizen in eenheidsbebouwing                                                          |                       |                                  | Berchem           | Callensstraat 4                        | 51° 11′ 58″ nord, 4° 25′ 49″ est | 10894               | Téléverser                                                                                       |
| (nl) Rijhuizen in eenheidsbebouwing                                                          |                       |                                  | Berchem           | Callensstraat 6                        | 51° 11′ 58″ nord, 4° 25′ 49″ est | 10894               | Téléverser                                                                                       |
| (nl) Rijhuizen in eenheidsbebouwing                                                          |                       |                                  | Berchem           | Callensstraat 8                        | 51° 11′ 58″ nord, 4° 25′ 49″ est | 10894               | Téléverser                                                                                       |
| (nl) Rijhuizen in eenheidsbebouwing                                                          |                       |                                  | Berchem           | Callensstraat 10                       | 51° 11′ 58″ nord, 4° 25′ 49″ est | 10894               | Téléverser                                                                                       |
| (nl) Rijhuizen in eenheidsbebouwing                                                          |                       |                                  | Berchem           | Callensstraat 12                       | 51° 11′ 58″ nord, 4° 25′ 49″ est | 10894               | Téléverser                                                                                       |
| (nl) Rijhuizen in eenheidsbebouwing                                                          |                       |                                  | Berchem           | Callensstraat 14                       | 51° 11′ 58″ nord, 4° 25′ 49″ est | 10894               | Téléverser                                                                                       |
| (nl) Rijhuizen in eenheidsbebouwing                                                          |                       |                                  | Berchem           | Callensstraat 16                       | 51° 11′ 58″ nord, 4° 25′ 49″ est | 10894               | Téléverser                                                                                       |
| (nl) Rijhuizen in eenheidsbebouwing                                                          |                       |                                  | Berchem           | Callensstraat 18                       | 51° 11′ 58″ nord, 4° 25′ 49″ est | 10894               | Téléverser                                                                                       |
| (nl) Rijhuizen in eenheidsbebouwing                                                          |                       |                                  | Berchem           | Statiestraat 167                       |                                  | 10894               | Téléverser                                                                                       |
| (nl) "Ringzicht", hoekcomplex                                                                |                       |                                  | Berchem           | Coremansstraat 14A                     | 51° 11′ 21″ nord, 4° 25′ 14″ est | 10895               | Téléverser                                                                                       |
| (nl) "Ringzicht", hoekcomplex                                                                |                       |                                  | Berchem           | Coremansstraat 14B                     | 51° 11′ 21″ nord, 4° 25′ 14″ est | 10895               | Téléverser                                                                                       |
| (nl) Drie enkelhuizen                                                                        |                       |                                  | Berchem           | De Fourneaustraat 12                   | 51° 11′ 57″ nord, 4° 25′ 40″ est | 10896               | Téléverser                                                                                       |
| (nl) Drie enkelhuizen                                                                        |                       |                                  | Berchem           | De Fourneaustraat 14                   | 51° 11′ 57″ nord, 4° 25′ 40″ est | 10896               | Téléverser                                                                                       |
| (nl) Drie enkelhuizen                                                                        |                       |                                  | Berchem           | De Fourneaustraat 16                   | 51° 11′ 57″ nord, 4° 25′ 40″ est | 10896               | Téléverser                                                                                       |
| (nl) Neoclassicistische enkelhuizen                                                          |                       |                                  | Berchem           | De Lescluzestraat 13                   | 51° 11′ 42″ nord, 4° 24′ 43″ est | 10897               | Téléverser                                                                                       |
| (nl) Neoclassicistische enkelhuizen                                                          |                       |                                  | Berchem           | De Lescluzestraat 15                   | 51° 11′ 42″ nord, 4° 24′ 43″ est | 10897               | Téléverser                                                                                       |
| (nl) Neoclassicistische enkelhuizen                                                          |                       |                                  | Berchem           | De Lescluzestraat 17                   | 51° 11′ 42″ nord, 4° 24′ 43″ est | 10897               | Téléverser                                                                                       |
| (nl) Neoclassicistisch herenhuis                                                             |                       |                                  | Berchem           | De Lescluzestraat 63                   | 51° 11′ 39″ nord, 4° 24′ 50″ est | 10898               | Téléverser                                                                                       |
| (nl) Burgerhuizen                                                                            |                       |                                  | Berchem           | De Lescluzestraat 70                   | 51° 11′ 40″ nord, 4° 24′ 52″ est | 10899               | Téléverser                                                                                       |
| (nl) Burgerhuizen                                                                            |                       |                                  | Berchem           | De Lescluzestraat 72                   | 51° 11′ 40″ nord, 4° 24′ 52″ est | 10899               | Téléverser                                                                                       |
| (nl) Herenhuis                                                                               | Oui                   |                                  | Berchem           | De Merodelei 1                         | 51° 11′ 51″ nord, 4° 24′ 47″ est | 10900               | Téléverser                                                                                       |
| (nl) Woning met kantoor                                                                      |                       |                                  | Berchem           | De Merodelei 8                         | 51° 11′ 49″ nord, 4° 24′ 46″ est | 10901               | Téléverser                                                                                       |
| (nl) Basiliek Heilig Hart + aanpalend klooster                                               | Oui                   |                                  | Berchem           | De Merodelei 12                        | 51° 11′ 50″ nord, 4° 24′ 42″ est | 10902               | Téléverser                                                                                       |
| (nl) Basiliek Heilig Hart + aanpalend klooster                                               | Oui                   |                                  | Berchem           | De Merodelei 14                        | 51° 11′ 50″ nord, 4° 24′ 42″ est | 10902               | Téléverser                                                                                       |
| (nl) Enkelhuizen                                                                             |                       |                                  | Berchem           | Dianalaan 33                           | 51° 11′ 57″ nord, 4° 26′ 37″ est | 10903               | Téléverser                                                                                       |
| (nl) Enkelhuizen                                                                             |                       |                                  | Berchem           | Dianalaan 35                           | 51° 11′ 57″ nord, 4° 26′ 37″ est | 10903               | Téléverser                                                                                       |
| (nl) Enkelhuis                                                                               |                       |                                  | Berchem           | Dianalaan 37                           | 51° 11′ 57″ nord, 4° 26′ 38″ est | 10904               | Téléverser                                                                                       |
| (nl) Flatgebouw                                                                              |                       |                                  | Berchem           | Diksmuidelaan 16                       | 51° 12′ 03″ nord, 4° 26′ 22″ est | 10905               | Téléverser                                                                                       |
| (nl) Tramloods                                                                               | Oui                   |                                  | Berchem           | Diksmuidelaan 42                       | 51° 11′ 58″ nord, 4° 26′ 25″ est | 10906               | Téléverser                                                                                       |
| (nl) Tramloods                                                                               | Oui                   |                                  | Berchem           | Diksmuidelaan 44                       | 51° 11′ 58″ nord, 4° 26′ 25″ est | 10906               | Téléverser                                                                                       |
| (nl) Winkelpanden                                                                            |                       |                                  | Berchem           | Driekoningenstraat 35                  | 51° 11′ 46″ nord, 4° 25′ 18″ est | 10907               | Téléverser                                                                                       |
| (nl) Winkelpanden                                                                            |                       |                                  | Berchem           | Driekoningenstraat 43                  | 51° 11′ 46″ nord, 4° 25′ 18″ est | 10907               | Téléverser                                                                                       |
| (nl) Winkelpanden                                                                            |                       |                                  | Berchem           | Driekoningenstraat 45                  | 51° 11′ 46″ nord, 4° 25′ 18″ est | 10907               | Téléverser                                                                                       |
| (nl) Winkelhuis                                                                              |                       |                                  | Berchem           | Driekoningenstraat 20                  | 51° 11′ 46″ nord, 4° 25′ 11″ est | 10908               | Téléverser                                                                                       |
| (nl) Art deco burgerhuis                                                                     |                       |                                  | Berchem           | Elisabethlaan 45                       | 51° 11′ 22″ nord, 4° 25′ 21″ est | 10909               | Téléverser                                                                                       |
| (nl) Kerkhof Berchem                                                                         |                       |                                  | Berchem           | Elisabethlaan                          | 51° 11′ 07″ nord, 4° 25′ 20″ est | 10910               | Téléverser                                                                                       |
| (nl) "Berchemsche Bouwhandel"                                                                |                       |                                  | Berchem           | Ferdinand Coosemansstraat 71           | 51° 11′ 55″ nord, 4° 25′ 15″ est | 10911               | Téléverser                                                                                       |
| (nl) "Berchemsche Bouwhandel"                                                                |                       |                                  | Berchem           | Ferdinand Coosemansstraat 77           | 51° 11′ 55″ nord, 4° 25′ 15″ est | 10911               | Téléverser                                                                                       |
| (nl) "Berchemsche Bouwhandel"                                                                |                       |                                  | Berchem           | Ferdinand Coosemansstraat 79           | 51° 11′ 55″ nord, 4° 25′ 15″ est | 10911               | Téléverser                                                                                       |
| (nl) Pastorie van Sint-Hubertus                                                              |                       |                                  | Berchem           | Ferdinand Coosemansstraat 145          | 51° 11′ 58″ nord, 4° 25′ 28″ est | 10912               | Téléverser                                                                                       |
| (nl) Boerenarbeidershuis                                                                     |                       |                                  | Berchem           | Floraliënlaan 359                      | 51° 10′ 53″ nord, 4° 25′ 28″ est | 10913               | Téléverser                                                                                       |
| (nl) Woonhuis voor pianist E. Durlet                                                         | Oui                   |                                  | Berchem           | Floraliënlaan 320                      | 51° 10′ 53″ nord, 4° 25′ 31″ est | 10914               | Téléverser                                                                                       |
| (nl) Rust- en Verzorgingstehuis Sint-Anna                                                    |                       |                                  | Berchem           | Floraliënlaan 400                      | 51° 10′ 45″ nord, 4° 25′ 48″ est | 10915               | Téléverser                                                                                       |
| (nl) Enkelhuizen                                                                             |                       |                                  | Berchem           | Frans Van Hombeeckplein 23             | 51° 11′ 42″ nord, 4° 24′ 58″ est | 10916               | Téléverser                                                                                       |
| (nl) Enkelhuizen                                                                             |                       |                                  | Berchem           | Frans Van Hombeeckplein 25             | 51° 11′ 42″ nord, 4° 24′ 58″ est | 10916               | Téléverser                                                                                       |
| (nl) Enkelhuizen                                                                             |                       |                                  | Berchem           | Frans Van Hombeeckplein 27             | 51° 11′ 42″ nord, 4° 24′ 58″ est | 10916               | Téléverser                                                                                       |
| (nl) Eclectisch dubbelhuis                                                                   |                       |                                  | Berchem           | Frederik de Merodeplein 1              | 51° 11′ 52″ nord, 4° 24′ 58″ est | 10917               | Téléverser                                                                                       |
| (nl) Neoclassicistisch dubbelhuis                                                            |                       |                                  | Berchem           | Frederik de Merodeplein 3              | 51° 11′ 52″ nord, 4° 24′ 58″ est | 10918               | Téléverser                                                                                       |
| (nl) "Berchemse Bouwhandel", hoekhuis                                                        |                       |                                  | Berchem           | Frederik de Merodeplein 5A             | 51° 11′ 51″ nord, 4° 24′ 59″ est | 10919               | Téléverser                                                                                       |
| (nl) Eclectisch enkelhuis                                                                    |                       |                                  | Berchem           | Frederik de Merodeplein 7              | 51° 11′ 51″ nord, 4° 24′ 59″ est | 10920               | Téléverser                                                                                       |
| (nl) Woning "Delagarde"                                                                      |                       |                                  | Berchem           | Frederik de Merodestraat 25            | 51° 11′ 48″ nord, 4° 24′ 57″ est | 10922               | Téléverser                                                                                       |
| (nl) Enkelhuis                                                                               |                       |                                  | Berchem           | Frederik de Merodestraat 4             | 51° 11′ 50″ nord, 4° 24′ 59″ est | 10923               | Téléverser                                                                                       |
| (nl) Sint-Stanislascollege                                                                   | Oui                   |                                  | Berchem           | Frederik de Merodestraat 34            | 51° 11′ 44″ nord, 4° 24′ 59″ est | 10925               | Téléverser                                                                                       |
| (nl) Kapel Onze-Lieve-Vrouw Barmhartigheid                                                   |                       |                                  | Berchem           | Generaal Drubbelstraat 4               | 51° 12′ 03″ nord, 4° 25′ 28″ est | 10926               | Téléverser                                                                                       |
| (nl) Enkelhuizen                                                                             |                       |                                  | Berchem           | Generaal Lemanstraat 46                | 51° 11′ 45″ nord, 4° 24′ 41″ est | 10927               | Téléverser                                                                                       |
| (nl) Enkelhuizen                                                                             |                       |                                  | Berchem           | Generaal Lemanstraat 48                | 51° 11′ 45″ nord, 4° 24′ 41″ est | 10927               | Téléverser                                                                                       |
| (nl) Enkelhuizen                                                                             |                       |                                  | Berchem           | Generaal Lemanstraat 50                | 51° 11′ 45″ nord, 4° 24′ 41″ est | 10927               | Téléverser                                                                                       |
| (nl) Enkelhuizen                                                                             |                       |                                  | Berchem           | Generaal Lemanstraat 52                | 51° 11′ 45″ nord, 4° 24′ 41″ est | 10927               | Téléverser                                                                                       |
| (nl) Eclectisch herenhuis                                                                    |                       |                                  | Berchem           | Generaal Lemanstraat 68                | 51° 11′ 42″ nord, 4° 24′ 42″ est | 10929               | Téléverser                                                                                       |
| (nl) Enkelhuizen                                                                             |                       |                                  | Berchem           | Generaal Lemanstraat 70                | 51° 11′ 42″ nord, 4° 24′ 42″ est | 10930               | Téléverser                                                                                       |
| (nl) Enkelhuizen                                                                             |                       |                                  | Berchem           | Generaal Lemanstraat 72                | 51° 11′ 42″ nord, 4° 24′ 42″ est | 10930               | Téléverser                                                                                       |
| (nl) Flatgebouw                                                                              |                       |                                  | Berchem           | Granaatstraat 23                       | 51° 11′ 52″ nord, 4° 26′ 24″ est | 10931               | Téléverser                                                                                       |
| (nl) Vredegerecht                                                                            |                       |                                  | Berchem           | Grotesteenweg 13                       | 51° 11′ 54″ nord, 4° 24′ 57″ est | 10932               | Téléverser                                                                                       |
| (nl) "Berchem Palace", flatgebouw                                                            |                       |                                  | Berchem           | Grotesteenweg 19                       | 51° 11′ 53″ nord, 4° 24′ 56″ est | 10933               | Téléverser                                                                                       |
| (nl) Herenhuis                                                                               |                       |                                  | Berchem           | Grotesteenweg 89                       | 51° 11′ 45″ nord, 4° 25′ 04″ est | 10934               | Téléverser                                                                                       |
| (nl) Herenhuis                                                                               |                       |                                  | Berchem           | Grotesteenweg 91                       | 51° 11′ 45″ nord, 4° 25′ 04″ est | 10934               | Téléverser                                                                                       |
| (nl) Winkelhuis met drie appartementen                                                       |                       |                                  | Berchem           | Grotesteenweg 169                      | 51° 11′ 38″ nord, 4° 25′ 11″ est | 10936               | Téléverser                                                                                       |
| (nl) Dubbelhuis                                                                              |                       |                                  | Berchem           | Grotesteenweg 171                      | 51° 11′ 38″ nord, 4° 25′ 12″ est | 10937               | Téléverser                                                                                       |
| (nl) Hoek- en rijhuizen                                                                      |                       |                                  | Berchem           | Grotesteenweg 455                      | 51° 10′ 58″ nord, 4° 25′ 50″ est | 10938               | Téléverser                                                                                       |
| (nl) Hoek- en rijhuizen                                                                      |                       |                                  | Berchem           | Grotesteenweg 461                      | 51° 10′ 58″ nord, 4° 25′ 50″ est | 10938               | Téléverser                                                                                       |
| (nl) Hoek- en rijhuizen                                                                      |                       |                                  | Berchem           | Grotesteenweg 463                      | 51° 10′ 58″ nord, 4° 25′ 50″ est | 10938               | Téléverser                                                                                       |
| (nl) Onze-Lieve-Vrouwinstituut                                                               |                       |                                  | Berchem           | Grotesteenweg 489                      | 51° 10′ 54″ nord, 4° 25′ 46″ est | 10939               | Téléverser                                                                                       |
| (nl) Scholencomplex voor secundair onderwijs                                                 |                       |                                  | Berchem           | Grotesteenweg 226                      | 51° 11′ 18″ nord, 4° 25′ 42″ est | 10940               | Téléverser                                                                                       |
| (nl) Villa                                                                                   |                       |                                  | Berchem           | Grotesteenweg 428                      | 51° 11′ 12″ nord, 4° 25′ 46″ est | 10941               | Téléverser                                                                                       |
| (nl) Paviljoentje bij kasteel "Pulhof"                                                       |                       |                                  | Berchem           | Grotesteenweg 466                      | 51° 11′ 05″ nord, 4° 25′ 51″ est | 10942               | Téléverser                                                                                       |
| (nl) Parochiekerk Sint-Theresia, aanpalend karmelietenklooster                               |                       |                                  | Berchem           | Grotesteenweg 650                      | 51° 10′ 40″ nord, 4° 26′ 12″ est | 10943               | Téléverser                                                                                       |
| (nl) Parochiekerk Sint-Theresia, aanpalend karmelietenklooster                               |                       |                                  | Berchem           | Grotesteenweg 652                      | 51° 10′ 42″ nord, 4° 26′ 12″ est | 10943               | Téléverser                                                                                       |
| (nl) Parochiekerk Sint-Willibrordus                                                          | Oui                   |                                  | Berchem           | Heilig Hartstraat                      | 51° 11′ 34″ nord, 4° 25′ 16″ est | 10944               | (nl) Parochiekerk Sint-Willibrordus                                                              |
| (nl) Pastorie van Sint-Willibrordus                                                          |                       |                                  | Berchem           | Heilig Hartstraat 11                   | 51° 11′ 33″ nord, 4° 25′ 12″ est | 10945               | (nl) Pastorie van Sint-Willibrordus                                                              |
| (nl) Flatgebouw                                                                              |                       |                                  | Berchem           | Herculusstraat 1                       | 51° 12′ 04″ nord, 4° 26′ 21″ est | 10946               | Téléverser                                                                                       |
| (nl) Enkelhuis                                                                               |                       |                                  | Berchem           | Herculusstraat 3                       | 51° 12′ 04″ nord, 4° 26′ 21″ est | 10947               | Téléverser                                                                                       |
| (nl) Flatgebouw                                                                              |                       |                                  | Berchem           | Herculusstraat 2                       | 51° 12′ 05″ nord, 4° 26′ 21″ est | 10948               | Téléverser                                                                                       |
| (nl) Gebouw                                                                                  |                       |                                  | Berchem           | Hilda Ramstraat 57 - 59                | 51° 11′ 17″ nord, 4° 25′ 21″ est | 10949               | (nl) Gebouw                                                                                      |
| (nl) Enkelhuis                                                                               |                       |                                  | Berchem           | Hofstadestraat 7                       | 51° 11′ 35″ nord, 4° 26′ 51″ est | 10950               | Téléverser                                                                                       |
| (nl) Eengezinswoning                                                                         |                       |                                  | Berchem           | Hofstadestraat 34                      | 51° 11′ 34″ nord, 4° 26′ 56″ est | 10951               | Téléverser                                                                                       |
| Maison d'habitation conçue par Émile Van Averbeke (nl) Woning ontworpen door E. Van Averbeke |                       |                                  | Berchem           | Hof ter Schriecklaan 29                | 51° 11′ 18″ nord, 4° 25′ 16″ est | 10952               | alt=Maison d'habitation conçue par Émile Van Averbeke (nl) Woning ontworpen door E. Van Averbeke |
| (nl) Rijhuis ontworpen door E. Wauters                                                       |                       |                                  | Berchem           | Hof ter Schriecklaan 53                | 51° 11′ 16″ nord, 4° 25′ 13″ est | 10953               | Téléverser                                                                                       |
| (nl) Instituut Heilige Familie, meisjesschool                                                |                       |                                  | Berchem           | Jan Moorkensstraat 95                  | 51° 11′ 16″ nord, 4° 25′ 59″ est | 10954               | Téléverser                                                                                       |
| (nl) Rijhuis                                                                                 |                       |                                  | Berchem           | Jan Moorkensstraat 32                  | 51° 11′ 16″ nord, 4° 25′ 51″ est | 10955               | Téléverser                                                                                       |
| (nl) Burgerhuis                                                                              |                       |                                  | Berchem           | Jan Moorkensstraat 68                  | 51° 11′ 19″ nord, 4° 25′ 57″ est | 10956               | Téléverser                                                                                       |
| (nl) Stedelijk Instituut Lager Onderwijs                                                     |                       |                                  | Berchem           | Jozef Balstraat 6                      | 51° 11′ 58″ nord, 4° 25′ 39″ est | 10957               | Téléverser                                                                                       |
| (nl) Pastorie Onze-Lieve-Vrouw Middelares                                                    |                       |                                  | Berchem           | Jozef Wautersstraat 27                 | 51° 11′ 11″ nord, 4° 25′ 34″ est | 10958               | Téléverser                                                                                       |
| (nl) Flatgebouw                                                                              |                       |                                  | Berchem           | Jupiterstraat 1                        | 51° 12′ 02″ nord, 4° 26′ 26″ est | 10959               | Téléverser                                                                                       |
| (nl) Flatgebouw                                                                              |                       |                                  | Berchem           | Jupiterstraat 3                        | 51° 12′ 02″ nord, 4° 26′ 26″ est | 10959               | Téléverser                                                                                       |
| (nl) Gebouw                                                                                  |                       |                                  | Berchem           | Jupiterstraat 20                       | 51° 12′ 03″ nord, 4° 26′ 24″ est | 10960               | Téléverser                                                                                       |
| (nl) Eengezinswoningen                                                                       |                       |                                  | Berchem           | Jupiterstraat 24                       | 51° 12′ 03″ nord, 4° 26′ 24″ est | 10961               | Téléverser                                                                                       |
| (nl) Eengezinswoningen                                                                       |                       |                                  | Berchem           | Jupiterstraat 26                       | 51° 12′ 03″ nord, 4° 26′ 24″ est | 10961               | Téléverser                                                                                       |
| (nl) Dubbelhuis                                                                              | Oui                   |                                  | Berchem           | Kardinaal Mercierlei 3                 | 51° 11′ 52″ nord, 4° 24′ 57″ est | 10962               | Téléverser                                                                                       |
| (nl) Districthuis van Berchem "Hotel Van Nuffel"                                             | Oui                   |                                  | Berchem           | Kardinaal Mercierlei 5                 | 51° 11′ 51″ nord, 4° 24′ 56″ est | 10963               | Téléverser                                                                                       |
| (nl) Koetsierswoning en paardestallen                                                        | Oui                   |                                  | Berchem           | Kardinaal Mercierlei 9                 | 51° 11′ 51″ nord, 4° 24′ 55″ est | 10964               | Téléverser                                                                                       |
| (nl) Art deco woning                                                                         | Oui                   |                                  | Berchem           | Kardinaal Mercierlei 15                | 51° 11′ 51″ nord, 4° 24′ 54″ est | 10965               | Téléverser                                                                                       |
| (nl) Herenhuizen                                                                             | Oui                   |                                  | Berchem           | Kardinaal Mercierlei 17                | 51° 11′ 50″ nord, 4° 24′ 53″ est | 10966               | Téléverser                                                                                       |
| (nl) Herenhuizen                                                                             | Oui                   |                                  | Berchem           | Kardinaal Mercierlei 19                | 51° 11′ 50″ nord, 4° 24′ 53″ est | 10966               | Téléverser                                                                                       |
| (nl) Dubbelhuis                                                                              | Oui                   |                                  | Berchem           | Kardinaal Mercierlei 31                | 51° 11′ 49″ nord, 4° 24′ 51″ est | 10967               | Téléverser                                                                                       |
| (nl) Eigen woning J. Bilmeyer                                                                | Oui                   |                                  | Berchem           | Kardinaal Mercierlei 37                | 51° 11′ 47″ nord, 4° 24′ 43″ est | 10968               | Téléverser                                                                                       |
| (nl) Eclectische groepsbebouwing                                                             | Oui                   |                                  | Berchem           | Kardinaal Mercierlei 2                 | 51° 11′ 50″ nord, 4° 24′ 58″ est | 10969               | Téléverser                                                                                       |
| (nl) Eclectische groepsbebouwing                                                             | Oui                   |                                  | Berchem           | Kardinaal Mercierlei 4                 | 51° 11′ 50″ nord, 4° 24′ 58″ est | 10969               | Téléverser                                                                                       |
| (nl) Eclectische groepsbebouwing                                                             | Oui                   |                                  | Berchem           | Kardinaal Mercierlei 6                 | 51° 11′ 50″ nord, 4° 24′ 58″ est | 10969               | Téléverser                                                                                       |
| (nl) Eclectische groepsbebouwing                                                             | Oui                   |                                  | Berchem           | Frederik de Merodestraat 1             |                                  | 10969               | Téléverser                                                                                       |
| (nl) Kasteel de Bergeyck                                                                     | Oui                   |                                  | Berchem           | Kardinaal Mercierlei 14                | 51° 11′ 48″ nord, 4° 24′ 55″ est | 10970               | Téléverser                                                                                       |
| (nl) Neoclassicistisch herenhuis                                                             | Oui                   |                                  | Berchem           | Kardinaal Mercierlei 16                | 51° 11′ 48″ nord, 4° 24′ 52″ est | 10971               | Téléverser                                                                                       |
| (nl) Groepsbebouwing burgerhuizen                                                            | Oui                   |                                  | Berchem           | Kardinaal Mercierlei 18                | 51° 11′ 48″ nord, 4° 24′ 51″ est | 10972               | Téléverser                                                                                       |
| (nl) Groepsbebouwing burgerhuizen                                                            | Oui                   |                                  | Berchem           | Kardinaal Mercierlei 20                | 51° 11′ 48″ nord, 4° 24′ 51″ est | 10972               | Téléverser                                                                                       |
| (nl) Groepsbebouwing burgerhuizen                                                            | Oui                   |                                  | Berchem           | Kardinaal Mercierlei 22                | 51° 11′ 48″ nord, 4° 24′ 51″ est | 10972               | Téléverser                                                                                       |
| (nl) Groepsbebouwing burgerhuizen                                                            | Oui                   |                                  | Berchem           | Kardinaal Mercierlei 24                | 51° 11′ 48″ nord, 4° 24′ 51″ est | 10972               | Téléverser                                                                                       |
| (nl) Groepsbebouwing burgerhuizen                                                            | Oui                   |                                  | Berchem           | Kardinaal Mercierlei 26                | 51° 11′ 48″ nord, 4° 24′ 51″ est | 10972               | Téléverser                                                                                       |
| (nl) Groepsbebouwing burgerhuizen                                                            | Oui                   |                                  | Berchem           | Kardinaal Mercierlei 28                | 51° 11′ 48″ nord, 4° 24′ 51″ est | 10972               | Téléverser                                                                                       |
| (nl) Neoclassicistische enkel- en dubbelhuizen                                               | Oui                   |                                  | Berchem           | Kardinaal Mercierlei 36                | 51° 11′ 47″ nord, 4° 24′ 48″ est | 10973               | Téléverser                                                                                       |
| (nl) Neoclassicistische enkel- en dubbelhuizen                                               | Oui                   |                                  | Berchem           | Kardinaal Mercierlei 38                | 51° 11′ 47″ nord, 4° 24′ 48″ est | 10973               | Téléverser                                                                                       |
| (nl) Neoclassicistische enkel- en dubbelhuizen                                               | Oui                   |                                  | Berchem           | Kardinaal Mercierlei 40                | 51° 11′ 47″ nord, 4° 24′ 48″ est | 10973               | Téléverser                                                                                       |
| (nl) Enkelhuis                                                                               | Oui                   |                                  | Berchem           | Kardinaal Mercierlei 48                | 51° 11′ 47″ nord, 4° 24′ 47″ est | 10974               | Téléverser                                                                                       |
| (nl) Woonhuis beeldhouwer Albert Poels                                                       | Oui                   |                                  | Berchem           | Karel Coggestraat 45                   | 51° 11′ 34″ nord, 4° 26′ 04″ est | 10975               | Téléverser                                                                                       |
| (nl) "Woning J. Vanbeselaere"                                                                |                       |                                  | Berchem           | Karmelietenstraat 10                   | 51° 10′ 43″ nord, 4° 26′ 08″ est | 10976               | Téléverser                                                                                       |
| (nl) Woning in Art deco                                                                      |                       |                                  | Berchem           | Koninklijkelaan 7                      | 51° 11′ 22″ nord, 4° 25′ 27″ est | 10977               | Téléverser                                                                                       |
| (nl) Flatgebouw "Residence du Centenaire"                                                    |                       |                                  | Berchem           | Koninklijkelaan 42                     | 51° 11′ 15″ nord, 4° 25′ 23″ est | 10978               | Téléverser                                                                                       |
| (nl) Flatgebouw "Residence du Centenaire"                                                    |                       |                                  | Berchem           | Koninklijkelaan 44                     | 51° 11′ 15″ nord, 4° 25′ 23″ est | 10978               | Téléverser                                                                                       |
| (nl) Gebouw                                                                                  |                       |                                  | Berchem           | Koninklijkelaan 58                     | 51° 11′ 14″ nord, 4° 25′ 21″ est | 10979               | Téléverser                                                                                       |
| (nl) Gebouw                                                                                  |                       |                                  | Berchem           | Koninklijkelaan 60                     | 51° 11′ 14″ nord, 4° 25′ 21″ est | 10979               | Téléverser                                                                                       |
| (nl) Gebouw                                                                                  |                       |                                  | Berchem           | Koninklijkelaan 62                     | 51° 11′ 14″ nord, 4° 25′ 21″ est | 10979               | Téléverser                                                                                       |
| (nl) Herenwoning                                                                             | Oui                   |                                  | Berchem           | Le Grellelei 5                         | 51° 11′ 50″ nord, 4° 24′ 49″ est | 10980               | Téléverser                                                                                       |
| (nl) Hoekhuis                                                                                | Oui                   |                                  | Berchem           | Le Grellelei 40                        | 51° 11′ 49″ nord, 4° 24′ 51″ est | 10981               | Téléverser                                                                                       |
| (nl) Flatgebouw "Lachapelle"                                                                 |                       |                                  | Berchem           | Lodewijk Gerritslaan 29                | 51° 11′ 16″ nord, 4° 25′ 06″ est | 10982               | Téléverser                                                                                       |
| (nl) Huis "Leynen"                                                                           |                       |                                  | Berchem           | Lodewijk Gerritslaan 24                | 51° 11′ 17″ nord, 4° 25′ 07″ est | 10983               | Téléverser                                                                                       |
| (nl) Huis "Hacke"                                                                            |                       |                                  | Berchem           | Lodewijk Gerritslaan 44                | 51° 11′ 16″ nord, 4° 25′ 11″ est | 10984               | Téléverser                                                                                       |
| (nl) Rijhuis                                                                                 |                       |                                  | Berchem           | Lodewijk Gerritslaan 54                | 51° 11′ 14″ nord, 4° 25′ 15″ est | 10985               | Téléverser                                                                                       |
| (nl) Eengezinswoning                                                                         |                       |                                  | Berchem           | Lodewijk Van Berckenlaan 68            | 51° 11′ 49″ nord, 4° 26′ 22″ est | 10986               | Téléverser                                                                                       |
| (nl) Tweegezinswoning                                                                        |                       |                                  | Berchem           | Lodewijk Van Berckenlaan 144           | 51° 11′ 51″ nord, 4° 26′ 36″ est | 10987               | (nl) Tweegezinswoning                                                                            |
| (nl) Hof van Nauwelaerts                                                                     |                       |                                  | Berchem           | Lodewijk Van Berckenlaan 146           | 51° 11′ 53″ nord, 4° 26′ 37″ est | 10988               | (nl) Hof van Nauwelaerts                                                                         |
| (nl) Meergezinswoning                                                                        |                       |                                  | Berchem           | Marcel Auburtinlaan 37                 | 51° 11′ 24″ nord, 4° 25′ 53″ est | 10989               | Téléverser                                                                                       |
| (nl) Burgerhuis                                                                              |                       |                                  | Berchem           | Meibloemstraat 18                      | 51° 11′ 47″ nord, 4° 25′ 42″ est | 10990               | Téléverser                                                                                       |
| (nl) Eenheidsbebouwing                                                                       |                       |                                  | Berchem           | Meibloemstraat 26                      | 51° 11′ 46″ nord, 4° 25′ 42″ est | 10991               | Téléverser                                                                                       |
| (nl) Eenheidsbebouwing                                                                       |                       |                                  | Berchem           | Meibloemstraat 28                      | 51° 11′ 46″ nord, 4° 25′ 42″ est | 10991               | Téléverser                                                                                       |
| (nl) Eenheidsbebouwing                                                                       |                       |                                  | Berchem           | Meibloemstraat 30                      | 51° 11′ 46″ nord, 4° 25′ 42″ est | 10991               | Téléverser                                                                                       |
| (nl) Eenheidsbebouwing                                                                       |                       |                                  | Berchem           | Uitbreidingstraat 330                  |                                  | 10991               | Téléverser                                                                                       |
| (nl) Eenheidsbebouwing                                                                       |                       |                                  | Berchem           | Uitbreidingstraat 332                  |                                  | 10991               | Téléverser                                                                                       |
| (nl) Rijhuis                                                                                 |                       |                                  | Berchem           | Mellinetplein 5                        | 51° 10′ 51″ nord, 4° 25′ 48″ est | 10992               | Téléverser                                                                                       |
| (nl) Eengezinswoning                                                                         |                       |                                  | Berchem           | Mercuriusstraat 7                      | 51° 11′ 56″ nord, 4° 26′ 41″ est | 10993               | Téléverser                                                                                       |
| (nl) Woning J. Poels                                                                         |                       |                                  | Berchem           | Mercuriusstraat 6                      | 51° 11′ 56″ nord, 4° 26′ 40″ est | 10994               | Téléverser                                                                                       |
| (nl) Eengezinswoningen                                                                       |                       |                                  | Berchem           | Mercuriusstraat 36                     | 51° 11′ 57″ nord, 4° 26′ 44″ est | 10995               | Téléverser                                                                                       |
| (nl) Eengezinswoningen                                                                       |                       |                                  | Berchem           | Mercuriusstraat 38                     | 51° 11′ 57″ nord, 4° 26′ 44″ est | 10995               | Téléverser                                                                                       |
| (nl) Eengezinswoningen                                                                       |                       |                                  | Berchem           | Mimosastraat 13                        | 51° 11′ 50″ nord, 4° 25′ 41″ est | 10996               | Téléverser                                                                                       |
| (nl) Eengezinswoningen                                                                       |                       |                                  | Berchem           | Mimosastraat 15                        | 51° 11′ 50″ nord, 4° 25′ 41″ est | 10996               | Téléverser                                                                                       |
| (nl) Hoekbebouwing burgerhuizen                                                              |                       |                                  | Berchem           | Mimosastraat 2                         | 51° 11′ 51″ nord, 4° 25′ 43″ est | 10997               | Téléverser                                                                                       |
| (nl) Hoekbebouwing burgerhuizen                                                              |                       |                                  | Berchem           | Mimosastraat 4                         | 51° 11′ 51″ nord, 4° 25′ 43″ est | 10997               | Téléverser                                                                                       |
| (nl) Hoekbebouwing burgerhuizen                                                              |                       |                                  | Berchem           | Mimosastraat 6                         | 51° 11′ 51″ nord, 4° 25′ 43″ est | 10997               | Téléverser                                                                                       |
| (nl) Hoekbebouwing burgerhuizen                                                              |                       |                                  | Berchem           | Mimosastraat 8                         | 51° 11′ 51″ nord, 4° 25′ 43″ est | 10997               | Téléverser                                                                                       |
| (nl) Hoekbebouwing burgerhuizen                                                              |                       |                                  | Berchem           | Mimosastraat 10                        | 51° 11′ 51″ nord, 4° 25′ 43″ est | 10997               | Téléverser                                                                                       |
| (nl) Enkelhuis                                                                               | Oui                   |                                  | Berchem           | Mimosastraat 22                        | 51° 11′ 50″ nord, 4° 25′ 43″ est | 10998               | Téléverser                                                                                       |
| (nl) Neoclassicistisch burgerhuis                                                            |                       |                                  | Berchem           | Patriottenstraat 27                    | 51° 11′ 45″ nord, 4° 25′ 21″ est | 11001               | Téléverser                                                                                       |
| (nl) Twee winkelhuizen                                                                       |                       |                                  | Berchem           | Patriottenstraat 33                    | 51° 11′ 44″ nord, 4° 25′ 22″ est | 11002               | Téléverser                                                                                       |
| (nl) Twee winkelhuizen                                                                       |                       |                                  | Berchem           | Patriottenstraat 35                    | 51° 11′ 44″ nord, 4° 25′ 22″ est | 11002               | Téléverser                                                                                       |
| (nl) Twee winkelhuizen                                                                       |                       |                                  | Berchem           | Vredestraat 38                         |                                  | 11002               | Téléverser                                                                                       |
| (nl) Parochiekerk Heilig Sacrament                                                           |                       |                                  | Berchem           | Pervijzestraat 64                      | 51° 11′ 41″ nord, 4° 26′ 34″ est | 11003               | Téléverser                                                                                       |
| (nl) Enkelhuizen                                                                             |                       |                                  | Berchem           | Pieter de Coninckstraat 36             | 51° 11′ 40″ nord, 4° 24′ 54″ est | 11004               | Téléverser                                                                                       |
| (nl) Enkelhuizen                                                                             |                       |                                  | Berchem           | Pieter de Coninckstraat 38             | 51° 11′ 40″ nord, 4° 24′ 54″ est | 11004               | Téléverser                                                                                       |
| (nl) Eengezinswoning                                                                         | Oui                   |                                  | Berchem           | Pieter Jozef Nauwelaertsstraat 9       | 51° 11′ 50″ nord, 4° 26′ 18″ est | 11005               | Téléverser                                                                                       |
| (nl) Flatgebouw                                                                              |                       |                                  | Berchem           | Pieter Jozef Nauwelaertsstraat 31 - 33 | 51° 11′ 50″ nord, 4° 26′ 22″ est | 11006               | (nl) Flatgebouw                                                                                  |
| (nl) Woning Hendrickx                                                                        |                       |                                  | Berchem           | Polygoonstraat 9                       | 51° 11′ 32″ nord, 4° 25′ 51″ est | 11007               | Téléverser                                                                                       |
| (nl) Herenwoning                                                                             |                       |                                  | Berchem           | Prins Albertlei 10                     | 51° 11′ 55″ nord, 4° 24′ 49″ est | 11008               | Téléverser                                                                                       |
| (nl) Woning Nottebohm, nu Salons Magnus                                                      |                       |                                  | Berchem           | Prins Albertlei 17                     | 51° 11′ 54″ nord, 4° 24′ 46″ est | 11009               | Téléverser                                                                                       |
| (nl) Enkelhuis                                                                               |                       |                                  | Berchem           | Prins Albertlei 18                     | 51° 11′ 53″ nord, 4° 24′ 46″ est | 11010               | Téléverser                                                                                       |
| (nl) Rudolf Steinerschool                                                                    |                       |                                  | Berchem           | Prins Albertlei 19                     | 51° 11′ 53″ nord, 4° 24′ 45″ est | 11011               | Téléverser                                                                                       |
| (nl) Flatgebouw                                                                              |                       |                                  | Berchem           | Prins Albertlei 22                     | 51° 11′ 52″ nord, 4° 24′ 44″ est | 11012               | Téléverser                                                                                       |
| (nl) Flatgebouwen                                                                            |                       |                                  | Berchem           | Prins Albertlei 23                     | 51° 11′ 52″ nord, 4° 24′ 42″ est | 11013               | Téléverser                                                                                       |
| (nl) Flatgebouwen                                                                            |                       |                                  | Berchem           | Prins Albertlei 24                     | 51° 11′ 52″ nord, 4° 24′ 42″ est | 11013               | Téléverser                                                                                       |
| (nl) Schalienhoeve                                                                           | Oui                   |                                  | Berchem           | Rooiplein 6                            | 51° 11′ 06″ nord, 4° 26′ 11″ est | 11015               | Téléverser                                                                                       |
| (nl) Gebouw                                                                                  |                       |                                  | Berchem           | Ruytenburgstraat 29                    | 51° 11′ 02″ nord, 4° 25′ 43″ est | 11016               | Téléverser                                                                                       |
| (nl) Hoekhuis                                                                                | Oui                   |                                  | Berchem           | Ruytenburgstraat 44                    | 51° 11′ 00″ nord, 4° 25′ 40″ est | 11017               | (nl) Hoekhuis                                                                                    |
| (nl) Enkelhuis                                                                               |                       |                                  | Berchem           | Rysheuvelsstraat 56                    | 51° 10′ 55″ nord, 4° 25′ 34″ est | 11018               | Téléverser                                                                                       |
| (nl) Woning met atelier                                                                      |                       |                                  | Berchem           | Rysheuvelsstraat 66                    | 51° 10′ 54″ nord, 4° 25′ 32″ est | 11019               | Téléverser                                                                                       |
| (nl) Stedelijk Instituut Lager Onderwijs                                                     |                       |                                  | Berchem           | Sint-Hubertusstraat 13                 | 51° 11′ 48″ nord, 4° 24′ 59″ est | 11020               | Téléverser                                                                                       |
| (nl) Enkelhuis                                                                               |                       |                                  | Berchem           | Sint-Hubertusstraat 79                 | 51° 11′ 46″ nord, 4° 24′ 48″ est | 11021               | Téléverser                                                                                       |
| (nl) Winkelhuis                                                                              |                       |                                  | Berchem           | Sint-Hubertusstraat 129                | 51° 11′ 45″ nord, 4° 24′ 41″ est | 11022               | Téléverser                                                                                       |
| (nl) Pensionnat de Dames de la Sainte Famille                                                | Oui                   |                                  | Berchem           | Sint-Hubertusstraat 12                 | 51° 11′ 47″ nord, 4° 25′ 01″ est | 11023               | Téléverser                                                                                       |
| (nl) Enkelhuis, anno 1891                                                                    |                       |                                  | Berchem           | Sint-Hubertusstraat 52                 | 51° 11′ 45″ nord, 4° 24′ 51″ est | 11024               | Téléverser                                                                                       |
| (nl) Woning in Nieuwe Zakelijkheid                                                           |                       |                                  | Berchem           | Stanislas Leclefstraat 12              | 51° 11′ 18″ nord, 4° 25′ 53″ est | 11025               | Téléverser                                                                                       |
| (nl) Winkelhuis (apotheek)                                                                   |                       |                                  | Berchem           | Statiestraat 15                        | 51° 17′ 07″ nord, 4° 26′ 03″ est | 11026               | Téléverser                                                                                       |
| (nl) Winkelhuis (apotheek)                                                                   |                       |                                  | Berchem           | Statiestraat 51                        | 51° 11′ 52″ nord, 4° 25′ 32″ est | 11027               | Téléverser                                                                                       |
| (nl) Bouwmeesterswoning van F. Toen                                                          |                       |                                  | Berchem           | Statiestraat 109                       | 51° 11′ 55″ nord, 4° 25′ 40″ est | 11028               | Téléverser                                                                                       |
| (nl) Toegang tot "Café en Feestzaal Monaco"                                                  |                       |                                  | Berchem           | Statiestraat 175                       | 51° 11′ 57″ nord, 4° 25′ 51″ est | 11031               | Téléverser                                                                                       |
| (nl) Neoclassicistische burgerhuizen                                                         |                       |                                  | Berchem           | Statiestraat 62                        | 51° 11′ 54″ nord, 4° 25′ 33″ est | 11032               | Téléverser                                                                                       |
| (nl) Neoclassicistische burgerhuizen                                                         |                       |                                  | Berchem           | Statiestraat 64                        | 51° 11′ 54″ nord, 4° 25′ 33″ est | 11032               | Téléverser                                                                                       |
| (nl) Woning, "huis Grauls"                                                                   | Oui                   |                                  | Berchem           | Strijdhoflaan 55                       | 51° 11′ 07″ nord, 4° 25′ 35″ est | 11033               | Téléverser                                                                                       |
| (nl) Eigen woning van E. Van Steenbergen                                                     | Oui                   |                                  | Berchem           | Strijdhoflaan 91                       | 51° 11′ 02″ nord, 4° 25′ 38″ est | 11034               | Téléverser                                                                                       |
| (nl) Parochiekerk Onze-Lieve-Vrouw Middelares en Heilige Lodewijk                            |                       |                                  | Berchem           | Strijdhoflaan                          | 51° 11′ 12″ nord, 4° 25′ 34″ est | 11035               | Téléverser                                                                                       |
| (nl) Winkelhuis                                                                              |                       |                                  | Berchem           | Terlinckstraat 59                      | 51° 11′ 41″ nord, 4° 24′ 49″ est | 11036               | Téléverser                                                                                       |
| (nl) Neoclassicistisch herenhuis                                                             |                       |                                  | Berchem           | Terlinckstraat 73                      | 51° 11′ 40″ nord, 4° 24′ 46″ est | 11037               | Téléverser                                                                                       |
| (nl) Eenheidsbebouwing van vier enkelhuizen                                                  |                       |                                  | Berchem           | Terlinckstraat 77                      | 51° 11′ 40″ nord, 4° 24′ 46″ est | 11038               | Téléverser                                                                                       |
| (nl) Eenheidsbebouwing van vier enkelhuizen                                                  |                       |                                  | Berchem           | Terlinckstraat 79                      | 51° 11′ 40″ nord, 4° 24′ 46″ est | 11038               | Téléverser                                                                                       |
| (nl) Eenheidsbebouwing van vier enkelhuizen                                                  |                       |                                  | Berchem           | Terlinckstraat 81                      | 51° 11′ 40″ nord, 4° 24′ 46″ est | 11038               | Téléverser                                                                                       |
| (nl) Eenheidsbebouwing van vier enkelhuizen                                                  |                       |                                  | Berchem           | Terlinckstraat 83                      | 51° 11′ 40″ nord, 4° 24′ 46″ est | 11038               | Téléverser                                                                                       |
| (nl) Enkelhuis art nouveau                                                                   |                       |                                  | Berchem           | Terlinckstraat 85                      | 51° 11′ 39″ nord, 4° 24′ 45″ est | 11039               | Téléverser                                                                                       |
| (nl) Eclectische enkelhuizen                                                                 |                       |                                  | Berchem           | Terlinckstraat 93                      | 51° 11′ 39″ nord, 4° 24′ 44″ est | 11040               | Téléverser                                                                                       |
| (nl) Eclectische enkelhuizen                                                                 |                       |                                  | Berchem           | Terlinckstraat 95                      | 51° 11′ 39″ nord, 4° 24′ 44″ est | 11040               | Téléverser                                                                                       |
| (nl) Neoclassicistisch woon- en winkelhuis                                                   |                       |                                  | Berchem           | Terlinckstraat 2                       | 51° 11′ 45″ nord, 4° 24′ 57″ est | 11041               | (nl) Neoclassicistisch woon- en winkelhuis                                                       |
| (nl) Neoclassicistische enkelhuizen                                                          |                       |                                  | Berchem           | Terlinckstraat 38                      | 51° 11′ 42″ nord, 4° 24′ 53″ est | 11042               | Téléverser                                                                                       |
| (nl) Neoclassicistische enkelhuizen                                                          |                       |                                  | Berchem           | Terlinckstraat 40                      | 51° 11′ 42″ nord, 4° 24′ 53″ est | 11042               | Téléverser                                                                                       |
| (nl) Neoclassicistische enkelhuizen                                                          |                       |                                  | Berchem           | Terlinckstraat 44                      | 51° 11′ 42″ nord, 4° 24′ 53″ est | 11042               | Téléverser                                                                                       |
| (nl) Neoclassicistische enkelhuizen                                                          |                       |                                  | Berchem           | Terlinckstraat 46                      | 51° 11′ 42″ nord, 4° 24′ 53″ est | 11042               | Téléverser                                                                                       |
| (nl) Eclectisch burgerhuis                                                                   |                       |                                  | Berchem           | Terlinckstraat 78                      | 51° 11′ 39″ nord, 4° 24′ 49″ est | 11043               | Téléverser                                                                                       |
| (nl) "De Vogelaere", kantoor en appartementen                                                |                       |                                  | Berchem           | Thaliastraat 13                        | 51° 11′ 57″ nord, 4° 26′ 32″ est | 11044               | Téléverser                                                                                       |
| (nl) "De Vogelaere", kantoor en appartementen                                                |                       |                                  | Berchem           | Thaliastraat 15                        | 51° 11′ 57″ nord, 4° 26′ 32″ est | 11044               | Téléverser                                                                                       |
| (nl) Enkelhuis in Nieuwe Zakelijkheid                                                        |                       |                                  | Berchem           | Thaliastraat 35                        | 51° 11′ 58″ nord, 4° 26′ 37″ est | 11045               | Téléverser                                                                                       |
| (nl) Bouwmeesterswoning J. Van den Broeck                                                    |                       |                                  | Berchem           | Thaliastraat 37                        | 51° 11′ 58″ nord, 4° 26′ 37″ est | 11046               | Téléverser                                                                                       |
| (nl) Enkelhuis in Nieuwe Zakelijkheid                                                        |                       |                                  | Berchem           | Thaliastraat 10                        | 51° 11′ 59″ nord, 4° 26′ 32″ est | 11047               | Téléverser                                                                                       |
| (nl) "Posterijen" en "Telegraaf"                                                             |                       |                                  | Berchem           | Theophiel Roucourtstraat 1             | 51° 11′ 55″ nord, 4° 24′ 55″ est | 11048               | Téléverser                                                                                       |
| (nl) "Posterijen" en "Telegraaf"                                                             |                       |                                  | Berchem           | Theophiel Roucourtstraat 3             | 51° 11′ 55″ nord, 4° 24′ 55″ est | 11048               | Téléverser                                                                                       |
| (nl) Woning in Nieuwe Zakelijkheid                                                           | Oui                   |                                  | Berchem           | Troyentenhoflaan 24                    | 51° 11′ 04″ nord, 4° 25′ 43″ est | 11049               | Téléverser                                                                                       |
| (nl) Koninklijk Atheneum van Berchem                                                         |                       |                                  | Berchem           | Uitbreidingstraat 246                  | 51° 11′ 38″ nord, 4° 25′ 19″ est | 11050               | Téléverser                                                                                       |
| (nl) Hoofdhuis Veritas                                                                       |                       |                                  | Berchem           | Uitbreidingstraat 392                  | 51° 11′ 52″ nord, 4° 25′ 50″ est | 11052               | Téléverser                                                                                       |
| (nl) Drie enkelhuizen in eenheidsbebouwing                                                   |                       |                                  | Berchem           | Van Marsenillestraat 3                 | 51° 11′ 54″ nord, 4° 25′ 39″ est | 11053               | Téléverser                                                                                       |
| (nl) Drie enkelhuizen in eenheidsbebouwing                                                   |                       |                                  | Berchem           | Van Marsenillestraat 5                 | 51° 11′ 54″ nord, 4° 25′ 39″ est | 11053               | Téléverser                                                                                       |
| (nl) Drie enkelhuizen in eenheidsbebouwing                                                   |                       |                                  | Berchem           | Van Marsenillestraat 7                 | 51° 11′ 54″ nord, 4° 25′ 39″ est | 11053               | Téléverser                                                                                       |
| (nl) Parochiekerk Sint-Hubertus                                                              | Oui                   |                                  | Berchem           | Victor Jacobslei                       | 51° 11′ 56″ nord, 4° 25′ 27″ est | 11055               | (nl) Parochiekerk Sint-Hubertus                                                                  |
| (nl) Neoclassicistisch dubbelhuis                                                            |                       |                                  | Berchem           | Vredestraat 15                         | 51° 11′ 39″ nord, 4° 25′ 17″ est | 11056               | Téléverser                                                                                       |
| (nl) Rust- en Verzorgingstehuis Sint-Maria                                                   |                       |                                  | Berchem           | Vredestraat 93                         | 51° 11′ 45″ nord, 4° 25′ 36″ est | 11057               | (nl) Rust- en Verzorgingstehuis Sint-Maria                                                       |
| (nl) Neogotisch Sint-Willibrorduslokaal                                                      |                       |                                  | Berchem           | Vredestraat 18                         | 51° 11′ 42″ nord, 4° 25′ 15″ est | 11058               | (nl) Neogotisch Sint-Willibrorduslokaal                                                          |
| (nl) Woon- en winkelhuis                                                                     |                       |                                  | Berchem           | Vredestraat 112                        | 51° 11′ 47″ nord, 4° 25′ 32″ est | 11060               | Téléverser                                                                                       |
| (nl) Woon- en winkelhuis                                                                     |                       |                                  | Berchem           | Vredestraat 114                        | 51° 11′ 47″ nord, 4° 25′ 32″ est | 11060               | Téléverser                                                                                       |
| (nl) Twee woningen                                                                           | Oui                   |                                  | Berchem           | Vredestraat 154                        | 51° 11′ 50″ nord, 4° 25′ 40″ est | 11061               | Téléverser                                                                                       |
| (nl) Twee woningen                                                                           | Oui                   |                                  | Berchem           | Vredestraat 156                        | 51° 11′ 50″ nord, 4° 25′ 40″ est | 11061               | Téléverser                                                                                       |
| (nl) Flatgebouw                                                                              |                       |                                  | Berchem           | Wapenhaghestraat 1                     | 51° 11′ 20″ nord, 4° 25′ 52″ est | 11062               | Téléverser                                                                                       |
| (nl) Parochiekerk Heilige Drievuldigheid                                                     |                       |                                  | Berchem           | Wapenstilstandlaan 55                  | 51° 12′ 10″ nord, 4° 26′ 37″ est | 11063               | Téléverser                                                                                       |
| (nl) Pastorie                                                                                |                       |                                  | Berchem           | Wapenstilstandlaan 57                  | 51° 12′ 10″ nord, 4° 26′ 38″ est | 11064               | Téléverser                                                                                       |
| (nl) Enkelhuis in neo-Vlaamse renaissancestijl                                               | Oui                   |                                  | Berchem           | Waterfordstraat 22                     | 51° 12′ 01″ nord, 4° 25′ 32″ est | 11065               | Téléverser                                                                                       |
| (nl) Eclectisch burgerhuis                                                                   |                       |                                  | Berchem           | Waterfordstraat 28                     | 51° 12′ 01″ nord, 4° 25′ 31″ est | 11066               | Téléverser                                                                                       |
| (nl) Diephuisje                                                                              |                       |                                  | Berchem           | Weidestraat 11                         | 51° 12′ 01″ nord, 4° 25′ 41″ est | 11067               | Téléverser                                                                                       |
| (nl) Bouwmeesterwoning van J. De Weerdt                                                      |                       |                                  | Berchem           | Weidestraat 69                         | 51° 11′ 59″ nord, 4° 25′ 34″ est | 11068               | Téléverser                                                                                       |
| (nl) Enkelhuis in late Art Nouveau                                                           |                       |                                  | Berchem           | Weidestraat 56                         | 51° 11′ 58″ nord, 4° 25′ 35″ est | 11069               | Téléverser                                                                                       |
| (nl) Lijstgevel                                                                              |                       |                                  | Berchem           | Wijnstraat 11                          | 51° 11′ 57″ nord, 4° 25′ 05″ est | 11070               | Téléverser                                                                                       |
| (nl) Onderwijzerswoning en school                                                            |                       |                                  | Berchem           | Willem Van Laarstraat 15               | 51° 11′ 43″ nord, 4° 25′ 15″ est | 11071               | Téléverser                                                                                       |
| (nl) Onderwijzerswoning en school                                                            |                       |                                  | Berchem           | Willem Van Laarstraat 17               | 51° 11′ 43″ nord, 4° 25′ 15″ est | 11071               | Téléverser                                                                                       |
| (nl) Onderwijzerswoning en school                                                            |                       |                                  | Berchem           | Willem Van Laarstraat 19               | 51° 11′ 43″ nord, 4° 25′ 15″ est | 11071               | Téléverser                                                                                       |
| (nl) Onderwijzerswoning en school                                                            |                       |                                  | Berchem           | Willem Van Laarstraat 21               | 51° 11′ 43″ nord, 4° 25′ 15″ est | 11071               | Téléverser                                                                                       |
| (nl) Art nouveau enkelhuizen                                                                 |                       |                                  | Berchem           | Mimosastraat 24                        | 51° 11′ 50″ nord, 4° 25′ 43″ est | 11072               | Téléverser                                                                                       |
| (nl) Art nouveau enkelhuizen                                                                 |                       |                                  | Berchem           | Zonnebloemstraat 2                     | 51° 11′ 50″ nord, 4° 25′ 43″ est | 11072               | Téléverser                                                                                       |
| (nl) Eclectisch enkelhuis                                                                    |                       |                                  | Berchem           | Zonnebloemstraat 4                     | 51° 11′ 50″ nord, 4° 25′ 43″ est | 11073               | Téléverser                                                                                       |
| (nl) "Maria" en "Louis", twee enkelhuizen                                                    |                       |                                  | Berchem           | Zonnebloemstraat 8                     | 51° 11′ 50″ nord, 4° 25′ 43″ est | 11074               | Téléverser                                                                                       |
| (nl) "Maria" en "Louis", twee enkelhuizen                                                    |                       |                                  | Berchem           | Zonnebloemstraat 10                    | 51° 11′ 50″ nord, 4° 25′ 43″ est | 11074               | Téléverser                                                                                       |
| (nl) Eclectische enkelhuizen                                                                 |                       |                                  | Berchem           | Zonnebloemstraat 12                    | 51° 11′ 49″ nord, 4° 25′ 44″ est | 11075               | Téléverser                                                                                       |
| (nl) Eclectische enkelhuizen                                                                 |                       |                                  | Berchem           | Zonnebloemstraat 14                    | 51° 11′ 49″ nord, 4° 25′ 44″ est | 11075               | Téléverser                                                                                       |
| (nl) Burgerhuis                                                                              |                       |                                  | Berchem           | Zonnebloemstraat 16                    | 51° 11′ 49″ nord, 4° 25′ 44″ est | 11076               | Téléverser                                                                                       |
| (nl) "Brabo", herenhuis                                                                      | Oui                   |                                  | Berchem           | Cogels-Osylei 1                        | 51° 12′ 19″ nord, 4° 25′ 59″ est | 11077               | (nl) "Brabo", herenhuis                                                                          |
| (nl) "Den Overvloed" en "Den Ooievaar", drie burgerhuizen                                    | Oui                   |                                  | Berchem           | Cogels-Osylei 3                        | 51° 12′ 18″ nord, 4° 26′ 00″ est | 11078               | (nl) "Den Overvloed" en "Den Ooievaar", drie burgerhuizen                                        |
| (nl) "Den Overvloed" en "Den Ooievaar", drie burgerhuizen                                    | Oui                   |                                  | Berchem           | Cogels-Osylei 5                        | 51° 12′ 18″ nord, 4° 26′ 00″ est | 11078               | (nl) "Den Overvloed" en "Den Ooievaar", drie burgerhuizen                                        |
| (nl) "Den Overvloed" en "Den Ooievaar", drie burgerhuizen                                    | Oui                   |                                  | Berchem           | Cogels-Osylei 7                        | 51° 12′ 18″ nord, 4° 26′ 00″ est | 11078               | (nl) "Den Overvloed" en "Den Ooievaar", drie burgerhuizen                                        |
| (nl) "'T Molentje", "Minerva" of "Athena", "De Zevensterre" of "Grote Beer"                  | Oui                   |                                  | Berchem           | Cogels-Osylei 9 - 17                   | 51° 12′ 18″ nord, 4° 26′ 00″ est | 11079               | (nl) "'T Molentje", "Minerva" of "Athena", "De Zevensterre" of "Grote Beer"                      |
| (nl) "Apolloon", woning                                                                      | Oui                   |                                  | Berchem           | Cogels-Osylei 19 - 23                  | 51° 12′ 17″ nord, 4° 26′ 01″ est | 11080               | (nl) "Apolloon", woning                                                                          |
| (nl) "In de Sterre, de Sonne en de Mane", lusthuizen                                         | Oui                   |                                  | Berchem           | Cogels-Osylei 25                       | 51° 12′ 16″ nord, 4° 26′ 01″ est | 11081               | (nl) "In de Sterre, de Sonne en de Mane", lusthuizen                                             |
| (nl) Woning naar ontwerp van Chr. Conix, villa "Mercurius"                                   | Oui                   |                                  | Berchem           | Cogels-Osylei 29A                      | 51° 12′ 15″ nord, 4° 26′ 01″ est | 11082               | Téléverser                                                                                       |
| (nl) Gevelwanden                                                                             | Oui                   |                                  | Berchem           | Cogels-Osylei 32                       | 51° 12′ 14″ nord, 4° 25′ 58″ est | 11083               | Téléverser                                                                                       |
| (nl) Gevelwanden                                                                             | Oui                   |                                  | Berchem           | Cogels-Osylei 33                       | 51° 12′ 14″ nord, 4° 25′ 58″ est | 11083               | Téléverser                                                                                       |
| (nl) Gevelwanden                                                                             | Oui                   |                                  | Berchem           | Cogels-Osylei 34                       | 51° 12′ 14″ nord, 4° 25′ 58″ est | 11083               | Téléverser                                                                                       |
| (nl) Gevelwanden                                                                             | Oui                   |                                  | Berchem           | Cogels-Osylei 35                       | 51° 12′ 14″ nord, 4° 25′ 58″ est | 11083               | Téléverser                                                                                       |
| (nl) Gevelwanden                                                                             | Oui                   |                                  | Berchem           | Cogels-Osylei 36                       | 51° 12′ 14″ nord, 4° 25′ 58″ est | 11083               | Téléverser                                                                                       |
| (nl) Gevelwanden                                                                             | Oui                   |                                  | Berchem           | Cogels-Osylei 37                       | 51° 12′ 14″ nord, 4° 25′ 58″ est | 11083               | Téléverser                                                                                       |
| (nl) Gevelwanden                                                                             | Oui                   |                                  | Berchem           | Cogels-Osylei 38                       | 51° 12′ 14″ nord, 4° 25′ 58″ est | 11083               | Téléverser                                                                                       |
| (nl) Gevelwanden                                                                             | Oui                   |                                  | Berchem           | Cogels-Osylei 39                       | 51° 12′ 14″ nord, 4° 25′ 58″ est | 11083               | Téléverser                                                                                       |
| (nl) Gevelwanden                                                                             | Oui                   |                                  | Berchem           | Cogels-Osylei 40                       | 51° 12′ 14″ nord, 4° 25′ 58″ est | 11083               | Téléverser                                                                                       |
| (nl) Gevelwanden                                                                             | Oui                   |                                  | Berchem           | Cogels-Osylei 41                       | 51° 12′ 14″ nord, 4° 25′ 58″ est | 11083               | Téléverser                                                                                       |
| (nl) Gevelwanden                                                                             | Oui                   |                                  | Berchem           | Cogels-Osylei 43                       | 51° 12′ 14″ nord, 4° 25′ 58″ est | 11083               | Téléverser                                                                                       |
| (nl) Gevelwanden                                                                             | Oui                   |                                  | Berchem           | Generaal Van Merlenstraat 46           | 51° 12′ 14″ nord, 4° 25′ 58″ est | 11083               | Téléverser                                                                                       |
| (nl) "Boudewijn met den IJzeren Arm", burgerhuizen                                           | Oui                   |                                  | Berchem           | Cogels-Osylei 45 - 51                  | 51° 12′ 11″ nord, 4° 26′ 03″ est | 11084               | (nl) "Boudewijn met den IJzeren Arm", burgerhuizen                                               |
| (nl) Art nouveau dubbelhuis                                                                  | Oui                   |                                  | Berchem           | Cogels-Osylei 53                       | 51° 12′ 11″ nord, 4° 26′ 03″ est | 11085               | Téléverser                                                                                       |
| (nl) "De Morgenster", art nouveau enkelhuis                                                  | Oui                   |                                  | Berchem           | Cogels-Osylei 55                       | 51° 12′ 10″ nord, 4° 26′ 03″ est | 11086               | Téléverser                                                                                       |
| (nl) Burgerhuizen, o.a. "De Zonnewijzer" en "De Dierenriem"                                  | Oui                   |                                  | Berchem           | Cogels-Osylei 57                       | 51° 12′ 09″ nord, 4° 26′ 03″ est | 11087               | Téléverser                                                                                       |
| (nl) Burgerhuizen, o.a. "De Zonnewijzer" en "De Dierenriem"                                  | Oui                   |                                  | Berchem           | Cogels-Osylei 59                       | 51° 12′ 09″ nord, 4° 26′ 03″ est | 11087               | Téléverser                                                                                       |
| (nl) Burgerhuizen, o.a. "De Zonnewijzer" en "De Dierenriem"                                  | Oui                   |                                  | Berchem           | Cogels-Osylei 61                       | 51° 12′ 09″ nord, 4° 26′ 03″ est | 11087               | Téléverser                                                                                       |
| (nl) Burgerhuizen, o.a. "De Zonnewijzer" en "De Dierenriem"                                  | Oui                   |                                  | Berchem           | Cogels-Osylei 63                       | 51° 12′ 09″ nord, 4° 26′ 03″ est | 11087               | Téléverser                                                                                       |
| (nl) "Scaldis" huizengroep                                                                   | Oui                   |                                  | Berchem           | Cogels-Osylei 65                       | 51° 12′ 09″ nord, 4° 26′ 03″ est | 11088               | Téléverser                                                                                       |
| (nl) "Scaldis" huizengroep                                                                   | Oui                   |                                  | Berchem           | Cogels-Osylei 67                       | 51° 12′ 09″ nord, 4° 26′ 03″ est | 11088               | Téléverser                                                                                       |
| (nl) "Scaldis" huizengroep                                                                   | Oui                   |                                  | Berchem           | Cogels-Osylei 69                       | 51° 12′ 09″ nord, 4° 26′ 03″ est | 11088               | Téléverser                                                                                       |
| (nl) "Scaldis" huizengroep                                                                   | Oui                   |                                  | Berchem           | Cogels-Osylei 71                       | 51° 12′ 09″ nord, 4° 26′ 03″ est | 11088               | Téléverser                                                                                       |
| (nl) Villa en rijhuis                                                                        | Oui                   |                                  | Berchem           | Cogels-Osylei 73                       | 51° 12′ 08″ nord, 4° 26′ 05″ est | 11089               | Téléverser                                                                                       |
| (nl) Villa en rijhuis                                                                        | Oui                   |                                  | Berchem           | Cogels-Osylei 75                       | 51° 12′ 08″ nord, 4° 26′ 05″ est | 11089               | Téléverser                                                                                       |
| (nl) Burgerhuizen in eclectische stijl                                                       | Oui                   |                                  | Berchem           | Cogels-Osylei 77                       | 51° 12′ 07″ nord, 4° 26′ 03″ est | 11090               | Téléverser                                                                                       |
| (nl) Burgerhuizen in eclectische stijl                                                       | Oui                   |                                  | Berchem           | Cogels-Osylei 79                       | 51° 12′ 07″ nord, 4° 26′ 03″ est | 11090               | Téléverser                                                                                       |
| (nl) Burgerhuizen in eclectische stijl                                                       | Oui                   |                                  | Berchem           | Cogels-Osylei 81                       | 51° 12′ 07″ nord, 4° 26′ 03″ est | 11090               | Téléverser                                                                                       |
| (nl) Groepsbebouwing burgerhuizen                                                            | Oui                   |                                  | Berchem           | Cogels-Osylei 2                        | 51° 12′ 19″ nord, 4° 25′ 57″ est | 11091               | Téléverser                                                                                       |
| (nl) Groepsbebouwing burgerhuizen                                                            | Oui                   |                                  | Berchem           | Cogels-Osylei 4                        | 51° 12′ 19″ nord, 4° 25′ 57″ est | 11091               | Téléverser                                                                                       |
| (nl) Groepsbebouwing burgerhuizen                                                            | Oui                   |                                  | Berchem           | Tramplein 3                            | 51° 12′ 19″ nord, 4° 25′ 57″ est | 11091               | Téléverser                                                                                       |
| (nl) "Carolus Magnus" huizengroep                                                            | Oui                   |                                  | Berchem           | Cogels-Osylei 6                        | 51° 12′ 18″ nord, 4° 25′ 58″ est | 11092               | Téléverser                                                                                       |
| (nl) "Carolus Magnus" huizengroep                                                            | Oui                   |                                  | Berchem           | Cogels-Osylei 8                        | 51° 12′ 18″ nord, 4° 25′ 58″ est | 11092               | Téléverser                                                                                       |
| (nl) "Carolus Magnus" huizengroep                                                            | Oui                   |                                  | Berchem           | Cogels-Osylei 10                       | 51° 12′ 18″ nord, 4° 25′ 58″ est | 11092               | Téléverser                                                                                       |
| (nl) "Carolus Magnus" huizengroep                                                            | Oui                   |                                  | Berchem           | Cogels-Osylei 12                       | 51° 12′ 18″ nord, 4° 25′ 58″ est | 11092               | Téléverser                                                                                       |
| (nl) Drie burgerhuizen                                                                       | Oui                   |                                  | Berchem           | Cogels-Osylei 14 - 18                  | 51° 12′ 16″ nord, 4° 25′ 58″ est | 11093               | (nl) Drie burgerhuizen                                                                           |
| (nl) Groepsbebouwing, onder andere "De Valk" en "De Heerlyckeid van Suerenborgh"             | Oui                   |                                  | Berchem           | Cogels-Osylei 20                       | 51° 12′ 15″ nord, 4° 25′ 58″ est | 11094               | Téléverser                                                                                       |
| (nl) Groepsbebouwing, onder andere "De Valk" en "De Heerlyckeid van Suerenborgh"             | Oui                   |                                  | Berchem           | Cogels-Osylei 22                       | 51° 12′ 15″ nord, 4° 25′ 58″ est | 11094               | Téléverser                                                                                       |
| (nl) Groepsbebouwing, onder andere "De Valk" en "De Heerlyckeid van Suerenborgh"             | Oui                   |                                  | Berchem           | Cogels-Osylei 24                       | 51° 12′ 15″ nord, 4° 25′ 58″ est | 11094               | Téléverser                                                                                       |
| (nl) Groepsbebouwing, onder andere "De Valk" en "De Heerlyckeid van Suerenborgh"             | Oui                   |                                  | Berchem           | Cogels-Osylei 26                       | 51° 12′ 15″ nord, 4° 25′ 58″ est | 11094               | Téléverser                                                                                       |
| (nl) Burgerhuizen, "Luba" en "'t Lelieke"                                                    | Oui                   |                                  | Berchem           | Cogels-Osylei 28                       | 51° 12′ 15″ nord, 4° 25′ 58″ est | 11095               | Téléverser                                                                                       |
| (nl) Burgerhuizen, "Luba" en "'t Lelieke"                                                    | Oui                   |                                  | Berchem           | Cogels-Osylei 30                       | 51° 12′ 15″ nord, 4° 25′ 58″ est | 11095               | Téléverser                                                                                       |
| (nl) Woonhuis, "De Waterlelies"                                                              | Oui                   |                                  | Berchem           | Cogels-Osylei 42                       | 51° 12′ 11″ nord, 4° 26′ 00″ est | 11096               | Téléverser                                                                                       |
| (nl) "Iris de Lischbloem", art nouveau enkelhuis                                             | Oui                   |                                  | Berchem           | Cogels-Osylei 44                       | 51° 12′ 11″ nord, 4° 26′ 00″ est | 11097               | (nl) "Iris de Lischbloem", art nouveau enkelhuis                                                 |
| (nl) "De Roos", burgerhuis florale art nouveau                                               | Oui                   |                                  | Berchem           | Cogels-Osylei 46                       | 51° 12′ 11″ nord, 4° 26′ 00″ est | 11098               | Téléverser                                                                                       |
| (nl) Burgerhuis                                                                              | Oui                   |                                  | Berchem           | Cogels-Osylei 48                       | 51° 12′ 11″ nord, 4° 26′ 00″ est | 11099               | Téléverser                                                                                       |
| (nl) Burgerhuis, "De Zonnebloem"                                                             | Oui                   |                                  | Berchem           | Cogels-Osylei 50                       | 51° 12′ 10″ nord, 4° 26′ 00″ est | 11100               | (nl) Burgerhuis, "De Zonnebloem"                                                                 |
| (nl) Atelierwoning, "De Tulp"                                                                | Oui                   |                                  | Berchem           | Cogels-Osylei 52                       | 51° 12′ 10″ nord, 4° 26′ 00″ est | 11101               | Téléverser                                                                                       |
| (nl) Burgerhuis, "Het Claverblat"                                                            | Oui                   |                                  | Berchem           | Cogels-Osylei 54                       | 51° 12′ 10″ nord, 4° 26′ 00″ est | 11102               | Téléverser                                                                                       |
| (nl) Burgerhuizen, "Het Torenhuis"                                                           | Oui                   |                                  | Berchem           | Cogels-Osylei 56                       | 51° 12′ 09″ nord, 4° 26′ 00″ est | 11103               | Téléverser                                                                                       |
| (nl) Burgerhuizen, "Het Torenhuis"                                                           | Oui                   |                                  | Berchem           | Cogels-Osylei 58                       | 51° 12′ 09″ nord, 4° 26′ 00″ est | 11103               | Téléverser                                                                                       |
| (nl) "De Zwaluwen", villa's                                                                  | Oui                   |                                  | Berchem           | Cogels-Osylei 60                       | 51° 12′ 09″ nord, 4° 26′ 00″ est | 11104               | Téléverser                                                                                       |
| (nl) "De Zwaluwen", villa's                                                                  | Oui                   |                                  | Berchem           | Cogels-Osylei 62                       | 51° 12′ 09″ nord, 4° 26′ 00″ est | 11104               | Téléverser                                                                                       |
| (nl) Burgerhuis in neo-Lodewijk XVI                                                          | Oui                   |                                  | Berchem           | Cogels-Osylei 64                       | 51° 12′ 09″ nord, 4° 26′ 00″ est | 11105               | Téléverser                                                                                       |
| (nl) "Villa Marie-Therese", enkelhuis                                                        | Oui                   |                                  | Berchem           | Cogels-Osylei 66                       | 51° 12′ 08″ nord, 4° 26′ 00″ est | 11106               | Téléverser                                                                                       |
| (nl) "Sint-Jozef", neogotisch herenhuis                                                      | Oui                   |                                  | Berchem           | Cogels-Osylei 68                       | 51° 12′ 08″ nord, 4° 26′ 00″ est | 11107               | Téléverser                                                                                       |
| (nl) Tweegezinswoning, "De Biekens"                                                          | Oui                   |                                  | Berchem           | Cogels-Osylei 70                       | 51° 12′ 08″ nord, 4° 26′ 01″ est | 11108               | Téléverser                                                                                       |
| (nl) Tweegezinswoning, "De Biekens"                                                          | Oui                   |                                  | Berchem           | Cogels-Osylei 72                       | 51° 12′ 08″ nord, 4° 26′ 01″ est | 11108               | Téléverser                                                                                       |
| (nl) Twee burgerhuizen                                                                       | Oui                   |                                  | Berchem           | Cogels-Osylei 74                       | 51° 12′ 08″ nord, 4° 26′ 01″ est | 11109               | Téléverser                                                                                       |
| (nl) Twee burgerhuizen                                                                       | Oui                   |                                  | Berchem           | Cogels-Osylei 76                       | 51° 12′ 08″ nord, 4° 26′ 01″ est | 11109               | Téléverser                                                                                       |
| (nl) Huis, "Quinten Matsys"                                                                  | Oui                   |                                  | Berchem           | Cogels-Osylei 80                       | 51° 12′ 07″ nord, 4° 26′ 01″ est | 11110               | Téléverser                                                                                       |
| (nl) Eclectische burgerhuizen                                                                | Oui                   |                                  | Berchem           | Cogels-Osylei 82                       | 51° 12′ 06″ nord, 4° 26′ 01″ est | 11111               | Téléverser                                                                                       |
| (nl) Eclectische burgerhuizen                                                                | Oui                   |                                  | Berchem           | Cogels-Osylei 84                       | 51° 12′ 06″ nord, 4° 26′ 01″ est | 11111               | Téléverser                                                                                       |
| (nl) Eclectische burgerhuizen                                                                | Oui                   |                                  | Berchem           | Cogels-Osylei 88                       | 51° 12′ 06″ nord, 4° 26′ 01″ est | 11111               | Téléverser                                                                                       |
| (nl) Hoekpand                                                                                | Oui                   |                                  | Berchem           | Generaal Capiaumontstraat 1            | 51° 12′ 12″ nord, 4° 26′ 03″ est | 11112               | Téléverser                                                                                       |
| (nl) Hoekcomplex, "De Aarde"                                                                 | Oui                   |                                  | Berchem           | Generaal Capiaumontstraat 15           | 51° 12′ 12″ nord, 4° 26′ 07″ est | 11113               | Téléverser                                                                                       |
| (nl) Hoekcomplex, "De Aarde"                                                                 | Oui                   |                                  | Berchem           | Generaal Capiaumontstraat 17           | 51° 12′ 12″ nord, 4° 26′ 07″ est | 11113               | Téléverser                                                                                       |
| (nl) Hoekcomplex, "De Aarde"                                                                 | Oui                   |                                  | Berchem           | Generaal Capiaumontstraat 19           | 51° 12′ 12″ nord, 4° 26′ 07″ est | 11113               | Téléverser                                                                                       |
| (nl) Hoekcomplex, "De Aarde"                                                                 | Oui                   |                                  | Berchem           | Velodroomstraat 17                     | 51° 12′ 12″ nord, 4° 26′ 07″ est | 11113               | Téléverser                                                                                       |
| (nl) Hoekcomplex, "De Aarde"                                                                 | Oui                   |                                  | Berchem           | Velodroomstraat 19                     | 51° 12′ 12″ nord, 4° 26′ 07″ est | 11113               | Téléverser                                                                                       |
| (nl) Woning, "Euterpia"                                                                      | Oui                   |                                  | Berchem           | Generaal Capiaumontstraat 2            | 51° 12′ 15″ nord, 4° 26′ 03″ est | 11114               | (nl) Woning, "Euterpia"                                                                          |
| (nl) Woning, "Euterpia"                                                                      | Oui                   |                                  | Berchem           | Generaal Capiaumontstraat 4            | 51° 12′ 15″ nord, 4° 26′ 03″ est | 11114               | (nl) Woning, "Euterpia"                                                                          |
| (nl) Woningen en winkelhuis                                                                  | Oui                   |                                  | Berchem           | Generaal Van Merlenstraat 9            | 51° 12′ 10″ nord, 4° 25′ 51″ est | 11115               | Téléverser                                                                                       |
| (nl) Woningen en winkelhuis                                                                  | Oui                   |                                  | Berchem           | Generaal Van Merlenstraat 11           | 51° 12′ 10″ nord, 4° 25′ 51″ est | 11115               | Téléverser                                                                                       |
| (nl) Woningen en winkelhuis                                                                  | Oui                   |                                  | Berchem           | Generaal Van Merlenstraat 13           | 51° 12′ 10″ nord, 4° 25′ 51″ est | 11115               | Téléverser                                                                                       |
| (nl) Hoekhuizen, "Herfst", "Winter", "Zomer" en "Lente"                                      | Oui                   |                                  | Berchem           | Generaal Van Merlenstraat 27           | 51° 12′ 11″ nord, 4° 25′ 55″ est | 11116               | (nl) Hoekhuizen, "Herfst", "Winter", "Zomer" en "Lente"                                          |
| (nl) Hoekhuizen, "Herfst", "Winter", "Zomer" en "Lente"                                      | Oui                   |                                  | Berchem           | Generaal Van Merlenstraat 28           | 51° 12′ 11″ nord, 4° 25′ 55″ est | 11116               | Téléverser                                                                                       |
| (nl) Hoekhuizen, "Herfst", "Winter", "Zomer" en "Lente"                                      | Oui                   |                                  | Berchem           | Generaal Van Merlenstraat 29           | 51° 12′ 11″ nord, 4° 25′ 55″ est | 11116               | Téléverser                                                                                       |
| (nl) Hoekhuizen, "Herfst", "Winter", "Zomer" en "Lente"                                      | Oui                   |                                  | Berchem           | Generaal Van Merlenstraat 30           | 51° 12′ 11″ nord, 4° 25′ 55″ est | 11116               | Téléverser                                                                                       |
| (nl) Burgerhuizen                                                                            | Oui                   |                                  | Berchem           | Generaal Van Merlenstraat 31           | 51° 12′ 12″ nord, 4° 25′ 55″ est | 11117               | Téléverser                                                                                       |
| (nl) Burgerhuizen                                                                            | Oui                   |                                  | Berchem           | Generaal Van Merlenstraat 33           | 51° 12′ 12″ nord, 4° 25′ 55″ est | 11117               | Téléverser                                                                                       |
| (nl) Burgerhuizen                                                                            | Oui                   |                                  | Berchem           | Generaal Van Merlenstraat 35           | 51° 12′ 12″ nord, 4° 25′ 55″ est | 11117               | Téléverser                                                                                       |
| (nl) Burgerhuizen                                                                            | Oui                   |                                  | Berchem           | Generaal Van Merlenstraat 37           | 51° 12′ 12″ nord, 4° 25′ 55″ est | 11117               | Téléverser                                                                                       |
| (nl) Vier art nouveau enkelhuizen                                                            | Oui                   |                                  | Berchem           | Generaal Van Merlenstraat 39 - 47      | 51° 12′ 13″ nord, 4° 25′ 56″ est | 11118               | (nl) Vier art nouveau enkelhuizen                                                                |
| (nl) Groep van drie burgerhuizen                                                             | Oui                   |                                  | Berchem           | Generaal Van Merlenstraat 49           | 51° 12′ 13″ nord, 4° 25′ 58″ est | 11119               | Téléverser                                                                                       |
| (nl) Groep van drie burgerhuizen                                                             | Oui                   |                                  | Berchem           | Generaal Van Merlenstraat 51           | 51° 12′ 13″ nord, 4° 25′ 58″ est | 11119               | Téléverser                                                                                       |
| (nl) Groep van drie burgerhuizen                                                             | Oui                   |                                  | Berchem           | Generaal Van Merlenstraat 53           | 51° 12′ 13″ nord, 4° 25′ 58″ est | 11119               | Téléverser                                                                                       |
| (nl) Villa in Art Nouveau                                                                    | Oui                   |                                  | Berchem           | Generaal Van Merlenstraat 26           | 51° 12′ 09″ nord, 4° 25′ 53″ est | 11120               | (nl) Villa in Art Nouveau                                                                        |
| (nl) Groep van vier burgerhuizen                                                             | Oui                   |                                  | Berchem           | Generaal Van Merlenstraat 32           | 51° 12′ 11″ nord, 4° 25′ 58″ est | 11121               | Téléverser                                                                                       |
| (nl) Groep van vier burgerhuizen                                                             | Oui                   |                                  | Berchem           | Generaal Van Merlenstraat 34           | 51° 12′ 11″ nord, 4° 25′ 58″ est | 11121               | Téléverser                                                                                       |
| (nl) Groep van vier burgerhuizen                                                             | Oui                   |                                  | Berchem           | Generaal Van Merlenstraat 36           | 51° 12′ 11″ nord, 4° 25′ 58″ est | 11121               | Téléverser                                                                                       |
| (nl) Groep van vier burgerhuizen                                                             | Oui                   |                                  | Berchem           | Generaal Van Merlenstraat 38           | 51° 12′ 11″ nord, 4° 25′ 58″ est | 11121               | Téléverser                                                                                       |
| (nl) Burgerhuizen                                                                            | Oui                   |                                  | Berchem           | Generaal Van Merlenstraat 40           | 51° 12′ 11″ nord, 4° 25′ 58″ est | 11122               | Téléverser                                                                                       |
| (nl) Burgerhuizen                                                                            | Oui                   |                                  | Berchem           | Generaal Van Merlenstraat 42           | 51° 12′ 11″ nord, 4° 25′ 58″ est | 11122               | Téléverser                                                                                       |
| (nl) Burgerhuizen                                                                            | Oui                   |                                  | Berchem           | Generaal Van Merlenstraat 44           | 51° 12′ 11″ nord, 4° 25′ 58″ est | 11122               | Téléverser                                                                                       |
| (nl) "De Reyger", woning en beeldhouwersatelier van J. Dupon                                 | Oui                   |                                  | Berchem           | Guldenvliesstraat 40                   | 51° 12′ 08″ nord, 4° 25′ 55″ est | 11123               | Téléverser                                                                                       |
| (nl) "De Reyger", woning en beeldhouwersatelier van J. Dupon                                 | Oui                   |                                  | Berchem           | Guldenvliesstraat 42                   | 51° 12′ 08″ nord, 4° 25′ 55″ est | 11123               | Téléverser                                                                                       |
| (nl) Rijhuis                                                                                 |                       |                                  | Berchem           | Leemputstraat 34                       | 51° 12′ 05″ nord, 4° 25′ 56″ est | 11124               | Téléverser                                                                                       |
| (nl) Groepsbebouwing                                                                         | Oui                   |                                  | Berchem           | Pretoriastraat 64                      | 51° 12′ 15″ nord, 4° 26′ 08″ est | 11125               | Téléverser                                                                                       |
| (nl) Groepsbebouwing                                                                         | Oui                   |                                  | Berchem           | Pretoriastraat 66                      | 51° 12′ 15″ nord, 4° 26′ 08″ est | 11125               | Téléverser                                                                                       |
| (nl) Groepsbebouwing                                                                         | Oui                   |                                  | Berchem           | Pretoriastraat 68                      | 51° 12′ 15″ nord, 4° 26′ 08″ est | 11125               | Téléverser                                                                                       |
| (nl) Groepsbebouwing                                                                         | Oui                   |                                  | Berchem           | Pretoriastraat 70                      | 51° 12′ 15″ nord, 4° 26′ 08″ est | 11125               | Téléverser                                                                                       |
| (nl) Woningen                                                                                | Oui                   |                                  | Berchem           | Transvaalstraat 7                      | 51° 12′ 12″ nord, 4° 25′ 49″ est | 11126               | Téléverser                                                                                       |
| (nl) Woningen                                                                                | Oui                   |                                  | Berchem           | Transvaalstraat 9                      | 51° 12′ 12″ nord, 4° 25′ 49″ est | 11126               | Téléverser                                                                                       |
| (nl) Woningen                                                                                | Oui                   |                                  | Berchem           | Transvaalstraat 11                     | 51° 12′ 12″ nord, 4° 25′ 49″ est | 11126               | Téléverser                                                                                       |
| (nl) Woningen                                                                                | Oui                   |                                  | Berchem           | Transvaalstraat 19                     | 51° 12′ 12″ nord, 4° 25′ 49″ est | 11126               | Téléverser                                                                                       |
| (nl) Woningen                                                                                | Oui                   |                                  | Berchem           | Transvaalstraat 21                     | 51° 12′ 12″ nord, 4° 25′ 49″ est | 11126               | Téléverser                                                                                       |
| (nl) Woningen                                                                                | Oui                   |                                  | Berchem           | Transvaalstraat 37                     | 51° 12′ 12″ nord, 4° 25′ 49″ est | 11126               | Téléverser                                                                                       |
| (nl) Woningen                                                                                | Oui                   |                                  | Berchem           | Transvaalstraat 39                     | 51° 12′ 12″ nord, 4° 25′ 49″ est | 11126               | Téléverser                                                                                       |
| (nl) Villa's, "De Twaalf Apostelen"                                                          | Oui                   |                                  | Berchem           | Transvaalstraat 13                     | 51° 12′ 11″ nord, 4° 25′ 49″ est | 11127               | Téléverser                                                                                       |
| (nl) Villa's, "De Twaalf Apostelen"                                                          | Oui                   |                                  | Berchem           | Transvaalstraat 15                     | 51° 12′ 11″ nord, 4° 25′ 49″ est | 11127               | Téléverser                                                                                       |
| (nl) Villa's, "De Twaalf Apostelen"                                                          | Oui                   |                                  | Berchem           | Transvaalstraat 17                     | 51° 12′ 11″ nord, 4° 25′ 49″ est | 11127               | Téléverser                                                                                       |
| (nl) Zeven burgerhuizen                                                                      | Oui                   |                                  | Berchem           | Transvaalstraat 23                     | 51° 12′ 13″ nord, 4° 25′ 50″ est | 11128               | Téléverser                                                                                       |
| (nl) Zeven burgerhuizen                                                                      | Oui                   |                                  | Berchem           | Transvaalstraat 25                     | 51° 12′ 13″ nord, 4° 25′ 50″ est | 11128               | Téléverser                                                                                       |
| (nl) Zeven burgerhuizen                                                                      | Oui                   |                                  | Berchem           | Transvaalstraat 27                     | 51° 12′ 13″ nord, 4° 25′ 50″ est | 11128               | Téléverser                                                                                       |
| (nl) Zeven burgerhuizen                                                                      | Oui                   |                                  | Berchem           | Transvaalstraat 29                     | 51° 12′ 13″ nord, 4° 25′ 50″ est | 11128               | Téléverser                                                                                       |
| (nl) Zeven burgerhuizen                                                                      | Oui                   |                                  | Berchem           | Transvaalstraat 31                     | 51° 12′ 13″ nord, 4° 25′ 50″ est | 11128               | Téléverser                                                                                       |
| (nl) Zeven burgerhuizen                                                                      | Oui                   |                                  | Berchem           | Transvaalstraat 33                     | 51° 12′ 13″ nord, 4° 25′ 50″ est | 11128               | Téléverser                                                                                       |
| (nl) Zeven burgerhuizen                                                                      | Oui                   |                                  | Berchem           | Transvaalstraat 35                     | 51° 12′ 13″ nord, 4° 25′ 50″ est | 11128               | Téléverser                                                                                       |
| (nl) Villa's                                                                                 | Oui                   |                                  | Berchem           | Transvaalstraat 41                     | 51° 12′ 16″ nord, 4° 25′ 52″ est | 11129               | Téléverser                                                                                       |
| (nl) Villa's                                                                                 | Oui                   |                                  | Berchem           | Transvaalstraat 43                     | 51° 12′ 16″ nord, 4° 25′ 52″ est | 11129               | Téléverser                                                                                       |
| (nl) Groepen villa's                                                                         | Oui                   |                                  | Berchem           | Transvaalstraat 20                     | 51° 12′ 13″ nord, 4° 25′ 54″ est | 11130               | Téléverser                                                                                       |
| (nl) Groepen villa's                                                                         | Oui                   |                                  | Berchem           | Transvaalstraat 22                     | 51° 12′ 13″ nord, 4° 25′ 54″ est | 11130               | Téléverser                                                                                       |
| (nl) Groepen villa's                                                                         | Oui                   |                                  | Berchem           | Transvaalstraat 24                     | 51° 12′ 13″ nord, 4° 25′ 54″ est | 11130               | Téléverser                                                                                       |
| (nl) Groepen villa's                                                                         | Oui                   |                                  | Berchem           | Transvaalstraat 26                     | 51° 12′ 13″ nord, 4° 25′ 54″ est | 11130               | Téléverser                                                                                       |
| (nl) Groepen villa's                                                                         | Oui                   |                                  | Berchem           | Transvaalstraat 45                     | 51° 12′ 13″ nord, 4° 25′ 54″ est | 11130               | Téléverser                                                                                       |
| (nl) Groepen villa's                                                                         | Oui                   |                                  | Berchem           | Transvaalstraat 47                     | 51° 12′ 13″ nord, 4° 25′ 54″ est | 11130               | Téléverser                                                                                       |
| (nl) Groepen villa's                                                                         | Oui                   |                                  | Berchem           | Transvaalstraat 49                     | 51° 12′ 13″ nord, 4° 25′ 54″ est | 11130               | Téléverser                                                                                       |
| (nl) Groepen villa's                                                                         | Oui                   |                                  | Berchem           | Transvaalstraat 51                     | 51° 12′ 13″ nord, 4° 25′ 54″ est | 11130               | Téléverser                                                                                       |
| (nl) Groepen villa's                                                                         | Oui                   |                                  | Berchem           | Transvaalstraat 53                     | 51° 12′ 13″ nord, 4° 25′ 54″ est | 11130               | Téléverser                                                                                       |
| (nl) Enkelhuizen, "De Twaalf Duivelkens"                                                     | Oui                   |                                  | Berchem           | Transvaalstraat 59                     | 51° 12′ 18″ nord, 4° 25′ 55″ est | 11131               | Téléverser                                                                                       |
| (nl) Enkelhuizen, "De Twaalf Duivelkens"                                                     | Oui                   |                                  | Berchem           | Transvaalstraat 61                     | 51° 12′ 18″ nord, 4° 25′ 55″ est | 11131               | Téléverser                                                                                       |
| (nl) Vier rijhuizen in eenheidsbebouwing                                                     | Oui                   |                                  | Berchem           | Transvaalstraat 63                     | 51° 12′ 18″ nord, 4° 25′ 55″ est | 11132               | Téléverser                                                                                       |
| (nl) Vier rijhuizen in eenheidsbebouwing                                                     | Oui                   |                                  | Berchem           | Transvaalstraat 65                     | 51° 12′ 18″ nord, 4° 25′ 55″ est | 11132               | Téléverser                                                                                       |
| (nl) Vier rijhuizen in eenheidsbebouwing                                                     | Oui                   |                                  | Berchem           | Transvaalstraat 67                     | 51° 12′ 18″ nord, 4° 25′ 55″ est | 11132               | Téléverser                                                                                       |
| (nl) Vier rijhuizen in eenheidsbebouwing                                                     | Oui                   |                                  | Berchem           | Transvaalstraat 69                     | 51° 12′ 18″ nord, 4° 25′ 55″ est | 11132               | Téléverser                                                                                       |
| (nl) Enkelhuis in Art Nouveau                                                                | Oui                   |                                  | Berchem           | Transvaalstraat 6                      | 51° 12′ 10″ nord, 4° 25′ 51″ est | 11133               | Téléverser                                                                                       |
| (nl) Burgerhuis                                                                              | Oui                   |                                  | Berchem           | Transvaalstraat 30                     | 51° 12′ 15″ nord, 4° 25′ 54″ est | 11134               | Téléverser                                                                                       |
| (nl) Burgerhuis                                                                              | Oui                   |                                  | Berchem           | Transvaalstraat 32                     | 51° 12′ 15″ nord, 4° 25′ 55″ est | 11135               | Téléverser                                                                                       |
| (nl) Art nouveau burgerhuis, "Mon Repos"                                                     | Oui                   |                                  | Berchem           | Transvaalstraat 42                     | 51° 12′ 15″ nord, 4° 25′ 55″ est | 11136               | Téléverser                                                                                       |
| (nl) Rijhuis, "In Sint-Jozef"                                                                | Oui                   |                                  | Berchem           | Transvaalstraat 50                     | 51° 12′ 16″ nord, 4° 25′ 56″ est | 11137               | Téléverser                                                                                       |
| (nl) Art nouveau burgerhuizen, "Lotus" en "Papyrus"                                          | Oui                   |                                  | Berchem           | Transvaalstraat 52                     | 51° 12′ 17″ nord, 4° 25′ 56″ est | 11138               | Téléverser                                                                                       |
| (nl) Art nouveau burgerhuizen, "Lotus" en "Papyrus"                                          | Oui                   |                                  | Berchem           | Transvaalstraat 54                     | 51° 12′ 17″ nord, 4° 25′ 56″ est | 11138               | Téléverser                                                                                       |
| (nl) Dubbelhuis, "Boreas"                                                                    | Oui                   |                                  | Berchem           | Transvaalstraat 56                     | 51° 12′ 17″ nord, 4° 25′ 56″ est | 11139               | Téléverser                                                                                       |
| (nl) Art nouveau villa, "De Roos"                                                            | Oui                   |                                  | Berchem           | Transvaalstraat 62                     | 51° 12′ 18″ nord, 4° 25′ 56″ est | 11140               | Téléverser                                                                                       |
| (nl) Eclectisch hoekhuis                                                                     | Oui                   |                                  | Berchem           | Waterloostraat 1                       | 51° 12′ 13″ nord, 4° 25′ 52″ est | 11141               | Téléverser                                                                                       |
| (nl) Vier burgerhuizen                                                                       | Oui                   |                                  | Berchem           | Waterloostraat 3                       | 51° 12′ 13″ nord, 4° 25′ 53″ est | 11142               | Téléverser                                                                                       |
| (nl) Vier burgerhuizen                                                                       | Oui                   |                                  | Berchem           | Waterloostraat 5                       | 51° 12′ 13″ nord, 4° 25′ 53″ est | 11142               | Téléverser                                                                                       |
| (nl) Vier burgerhuizen                                                                       | Oui                   |                                  | Berchem           | Waterloostraat 7                       | 51° 12′ 13″ nord, 4° 25′ 53″ est | 11142               | Téléverser                                                                                       |
| (nl) Vier burgerhuizen                                                                       | Oui                   |                                  | Berchem           | Waterloostraat 9                       | 51° 12′ 13″ nord, 4° 25′ 53″ est | 11142               | Téléverser                                                                                       |
| (nl) "De Slag van Waterloo", woning met werkplaats                                           | Oui                   |                                  | Berchem           | Waterloostraat 11                      | 51° 12′ 12″ nord, 4° 25′ 54″ est | 11143               | Téléverser                                                                                       |
| (nl) Art nouveau enkelhuis                                                                   | Oui                   |                                  | Berchem           | Waterloostraat 25                      | 51° 12′ 10″ nord, 4° 25′ 56″ est | 11144               | Téléverser                                                                                       |
| (nl) Enkelhuis                                                                               | Oui                   |                                  | Berchem           | Waterloostraat 27                      | 51° 12′ 10″ nord, 4° 25′ 56″ est | 11145               | Téléverser                                                                                       |
| (nl) Enkelhuis "Nymphea"                                                                     | Oui                   |                                  | Berchem           | Waterloostraat 31                      | 51° 12′ 10″ nord, 4° 25′ 57″ est | 11146               | Téléverser                                                                                       |
| (nl) Art Nouveau woning, "De Violier"                                                        | Oui                   |                                  | Berchem           | Waterloostraat 37                      | 51° 12′ 09″ nord, 4° 25′ 57″ est | 11147               | Téléverser                                                                                       |
| (nl) Art Nouveau enkelhuis, "Les Mouettes"                                                   | Oui                   |                                  | Berchem           | Waterloostraat 39                      | 51° 12′ 09″ nord, 4° 25′ 57″ est | 11148               | Téléverser                                                                                       |
| (nl) Art nouveau enkelhuis                                                                   | Oui                   |                                  | Berchem           | Waterloostraat 53                      | 51° 12′ 08″ nord, 4° 25′ 59″ est | 11149               | Téléverser                                                                                       |
| (nl) Burgerhuizen, "De Morgend, Den Dag, Den Tijd, De Nacht en Den Avond"                    | Oui                   |                                  | Berchem           | Waterloostraat 55                      | 51° 12′ 07″ nord, 4° 25′ 59″ est | 11150               | Téléverser                                                                                       |
| (nl) Burgerhuizen, "De Morgend, Den Dag, Den Tijd, De Nacht en Den Avond"                    | Oui                   |                                  | Berchem           | Waterloostraat 57                      | 51° 12′ 07″ nord, 4° 25′ 59″ est | 11150               | Téléverser                                                                                       |
| (nl) Burgerhuizen, "De Morgend, Den Dag, Den Tijd, De Nacht en Den Avond"                    | Oui                   |                                  | Berchem           | Waterloostraat 59                      | 51° 12′ 07″ nord, 4° 25′ 59″ est | 11150               | Téléverser                                                                                       |
| (nl) Burgerhuizen, "De Morgend, Den Dag, Den Tijd, De Nacht en Den Avond"                    | Oui                   |                                  | Berchem           | Waterloostraat 61                      | 51° 12′ 07″ nord, 4° 25′ 59″ est | 11150               | Téléverser                                                                                       |
| (nl) Burgerhuizen, "De Morgend, Den Dag, Den Tijd, De Nacht en Den Avond"                    | Oui                   |                                  | Berchem           | Waterloostraat 63                      | 51° 12′ 07″ nord, 4° 25′ 59″ est | 11150               | Téléverser                                                                                       |
| (nl) Hoekhuis, "De Margriet"                                                                 | Oui                   |                                  | Berchem           | Waterloostraat 2                       | 51° 12′ 12″ nord, 4° 25′ 52″ est | 11151               | Téléverser                                                                                       |
| (nl) Twee burgerhuizen                                                                       | Oui                   |                                  | Berchem           | Waterloostraat 4                       | 51° 12′ 11″ nord, 4° 25′ 52″ est | 11152               | Téléverser                                                                                       |
| (nl) Twee burgerhuizen                                                                       | Oui                   |                                  | Berchem           | Waterloostraat 6                       | 51° 12′ 11″ nord, 4° 25′ 52″ est | 11152               | Téléverser                                                                                       |
| (nl) Enkelhuizen, "De Pauw"                                                                  | Oui                   |                                  | Berchem           | Waterloostraat 8                       | 51° 12′ 11″ nord, 4° 25′ 53″ est | 11153               | Téléverser                                                                                       |
| (nl) Enkelhuizen, "De Pauw"                                                                  | Oui                   |                                  | Berchem           | Waterloostraat 10                      | 51° 12′ 11″ nord, 4° 25′ 53″ est | 11153               | Téléverser                                                                                       |
| (nl) Enkelhuizen, "De Pauw"                                                                  | Oui                   |                                  | Berchem           | Waterloostraat 12                      | 51° 12′ 11″ nord, 4° 25′ 53″ est | 11153               | Téléverser                                                                                       |
| (nl) Groepsbebouwing in Art Nouveau                                                          | Oui                   |                                  | Berchem           | Waterloostraat 14                      | 51° 12′ 09″ nord, 4° 25′ 54″ est | 11154               | Téléverser                                                                                       |
| (nl) Groepsbebouwing in Art Nouveau                                                          | Oui                   |                                  | Berchem           | Waterloostraat 16                      | 51° 12′ 09″ nord, 4° 25′ 54″ est | 11154               | Téléverser                                                                                       |
| (nl) Groepsbebouwing in Art Nouveau                                                          | Oui                   |                                  | Berchem           | Waterloostraat 18                      | 51° 12′ 09″ nord, 4° 25′ 54″ est | 11154               | Téléverser                                                                                       |
| (nl) Rijhuizen, "De Mot"                                                                     | Oui                   |                                  | Berchem           | Waterloostraat 26                      | 51° 12′ 09″ nord, 4° 25′ 55″ est | 11155               | Téléverser                                                                                       |
| (nl) Rijhuizen, "De Mot"                                                                     | Oui                   |                                  | Berchem           | Waterloostraat 28                      | 51° 12′ 09″ nord, 4° 25′ 55″ est | 11155               | Téléverser                                                                                       |
| (nl) Art Nouveau enkelhuis, "Napoleon"                                                       | Oui                   |                                  | Berchem           | Waterloostraat 30                      | 51° 12′ 08″ nord, 4° 25′ 55″ est | 11156               | Téléverser                                                                                       |
| (nl) Eclectisch enkelhuis                                                                    | Oui                   |                                  | Berchem           | Waterloostraat 42                      | 51° 12′ 08″ nord, 4° 25′ 57″ est | 11157               | Téléverser                                                                                       |
| (nl) Huis                                                                                    | Oui                   |                                  | Berchem           | Generaal Capiaumontstraat 19           | 51° 12′ 12″ nord, 4° 26′ 08″ est | 200469              | Téléverser                                                                                       |
| (nl) Eclectisch burgerhuis                                                                   | Oui                   |                                  | Berchem           | Transvaalstraat 71                     | 51° 12′ 19″ nord, 4° 25′ 56″ est | 200470              | Téléverser                                                                                       |
| (nl) Neorenaissance burgerhuis van 1899                                                      | Oui                   |                                  | Berchem           | Transvaalstraat 73                     | 51° 12′ 19″ nord, 4° 25′ 56″ est | 200471              | Téléverser                                                                                       |
| (nl) Woon- en winkelhuis van 1913                                                            | Oui                   |                                  | Berchem           | Transvaalstraat 75                     | 51° 12′ 19″ nord, 4° 25′ 56″ est | 200472              | Téléverser                                                                                       |
| (nl) Burgerhuis                                                                              | Oui                   |                                  | Berchem           | Generaal Capiaumontstraat 6            | 51° 12′ 14″ nord, 4° 26′ 04″ est | 200473              | Téléverser                                                                                       |
| (nl) Burgerhuis van 1908                                                                     | Oui                   |                                  | Berchem           | Transvaalstraat 28                     | 51° 12′ 14″ nord, 4° 25′ 54″ est | 200474              | Téléverser                                                                                       |
| (nl) Woning                                                                                  | Oui                   |                                  | Berchem           | Tramplein 3                            | 51° 12′ 19″ nord, 4° 25′ 58″ est | 200503              | Téléverser                                                                                       |
| (nl) Woning in nieuwe zakelijkheid                                                           |                       |                                  | Berchem           | Neptunusstraat 12                      |                                  | 206820              | Téléverser                                                                                       |
| (nl) Samenstel van twee art-decowoningen                                                     |                       |                                  | Berchem           | Frans Beckersstraat 80                 |                                  | 207147              | Téléverser                                                                                       |
| (nl) Samenstel van twee art-decowoningen                                                     |                       |                                  | Berchem           | Frans Beckersstraat 82                 |                                  | 207147              | Téléverser                                                                                       |
| (nl) Woningen ontworpen door H. Franck                                                       |                       |                                  | Berchem           | Hof ter Schriecklaan 43                |                                  | 213784              | Téléverser                                                                                       |
| (nl) Woningen ontworpen door H. Franck                                                       |                       |                                  | Berchem           | Hof ter Schriecklaan 45                |                                  | 213784              | Téléverser                                                                                       |